# 天てれ学園
天てれ学園（Ten Tere Gakuen、てんてれがくえん）は『天才てれびくんMAX』の2010年度に登場する架空の学校。
『天才てれびくんMAX』2010年度の番組詳細についても本項で解説する。

## 概要
2010年度の番組設定。10年間卒業出来ない大先輩の生徒がいる学園。2003年度のプロローグにも「天てれ学園小・中学校」が登場するが、関連は不明。ちなみに2003年度は実写、2010年度はCGセットである。

## 登場人物

### 先輩生徒
総合司会の番組設定。 10年間卒業出来ない天てれ学園の大先輩。
- 演：ガレッジセール

### ウキウキスタジアム
「ウキウキ木曜!」2010年度の設定。天てれ学園の運動場「ウキウキスタジアム」。
- 長友光弘（みっポン）
天てれ学園の25年生。
- 木下優樹菜（ユッキーナ）
天てれ学園の卒業生。

### てれび戦士
服装は中学生は制服着用、小学生は服装自由（私服風）。構成人数は小学生と中学生が12人ずつ。
エンドクレジット記載順
| てれび戦士         | 学年    |
| ------------------ | ------- |
| 脇菜々香           | 中学2年 |
| 齊藤稜駿           | 中学2年 |
| 當山優奈           | 中学2年 |
| 上原陸             | 中学2年 |
| 水本凜             | 中学1年 |
| 伊藤元太           | 中学1年 |
| 風戸蘭七           | 中学1年 |
| 野村翔             | 中学1年 |
| 木島杏奈           | 中学1年 |
| 三井理陽           | 中学1年 |
| 松岡美羽           | 中学1年 |
| 矢部昌暉           | 中学1年 |
| 鎮西寿々歌         | 小学6年 |
| 長江崚行           | 小学6年 |
| 寺田朱里エステル   | 小学6年 |
| 中村嘉惟人         | 小学6年 |
| 白坂奈々           | 小学5年 |
| 浅野優惟           | 小学5年 |
| 田代ひかり         | 小学5年 |
| 小川向陽           | 小学5年 |
| 斎藤安里奈ダイアナ | 小学5年 |
| 金子凜太朗         | 小学5年 |
| 岡田結実           | 小学4年 |
| 椋木ホセマルティン | 小学4年 |

## 番組情報
『天才てれびくん』の第9代総合司会、放送開始18年目のシリーズ。番組の対象年齢は小学生と中学生。
- 番組名称：天才てれびくんMAX
- 放送期間：2010年3月29日 - 2011年4月7日
- 放送時間：月曜 - 木曜 18:20 - 18:54（34分）
- 総合司会：ガレッジセール

| タイトル                                    | 備考        |
| ------------------------------------------- | ----------- |
| セカイカラー☆LOVE!                          | 番組主題歌  |
| エンディングMTK                             | 音楽        |
| ウキウキ木曜!                               | 木曜生放送  |
| 忍者スピリット                              | 月曜ドラマ  |
| 幽霊ホテルへいらっしゃい                    | 月曜ドラマ  |
| いとしのスシガール〜SUSHI girl my love〜    | 月曜ドラマ  |
| こちら上原リク探偵事務所                    | 月曜ドラマ  |
| 平成桃太郎裁判                              | 火曜ドラマ  |
| MTK全国オーディション2010                   | 1学期       |
| 全国声優オーディション こえたまごっ!        | 2学期       |
| 天てれ学園講堂                              | 月曜 - 水曜 |
| 日本全国ハンコビンゴの旅!                   |             |
| 給食には出ない秘密レシピ                    |             |
| ガレッジランド                              |             |
| 新エンタの王道                              | 火曜        |
| おじいちゃんの人生問答                      | 火曜        |
| 戦士取調室                                  |             |
| 天てれ男子ライフセービング部                | 水曜        |
| 天てれチアリーディング部                    | 水曜        |
| 王子さまお姫さまを探せ!!                    |             |
| 放課後レッスン                              |             |
| ダンス虎の穴                                | 水曜        |
| メンコファイター7                           |             |
| 徹底検証!戦士の豪語                         |             |
| 至福のひととき                              |             |
| ガチガレッジ                                | ミニ        |
| 天てれ1分劇場                               | ミニ        |
| 天てれ川柳                                  | ミニ        |
| おたよりしょうかいコーナー                  | ミニ        |
| 2010年度 短期企画                           |             |
| ホセ王国の不思議な弓矢〜くしゃみ姫を救え!〜 | イベント    |

## 天てれ学園講堂

### 概要
2010年度。ガレッジセールとてれび戦士がCGバーチャルスタジオで行うバラエティコーナー。
2010年度後期のコーナー「徹底検証!戦士の豪語」も同じCGセット。

### 放送日程
| 2010年        | 企画                                                      | 注釈      | 出典   |
| ------------- | --------------------------------------------------------- | --------- | ------ |
| 03月29日 月曜 | てれび戦士自己紹介 PART1                                  | [ 注 1 ]  | [ 1 ]  |
| 03月30日 火曜 | てれび戦士自己紹介 PART2                                  | [ 注 1 ]  | [ 2 ]  |
| 04月01日 木曜 | てれび戦士自己紹介 PART3                                  | [ 注 1 ]  | [ 3 ]  |
| 04月05日 月曜 | てれび戦士の衣装と髪型 1                                  | [ 注 1 ]  | [ 4 ]  |
| 04月05日 月曜 | てれび戦士ベスト3スリー                                   | [ 注 1 ]  | [ 4 ]  |
| 04月06日 火曜 | てれび戦士の衣装と髪型 2                                  | [ 注 1 ]  | [ 5 ]  |
| 04月06日 火曜 | 知りたいアンケートみんなの事情!                           | [ 注 1 ]  | [ 5 ]  |
| 04月07日 水曜 | てれび戦士の衣装と髪型 3                                  | [ 注 1 ]  | [ 6 ]  |
| 04月07日 水曜 | お宝発見天てれミュージアム                                | [ 注 1 ]  | [ 6 ]  |
| 04月12日 月曜 | 戦士の名前の秘密 1                                        | [ 注 2 ]  | [ 7 ]  |
| 04月12日 月曜 | てれび戦士ベスト3スリー                                   | [ 注 2 ]  | [ 7 ]  |
| 04月13日 火曜 | 戦士の名前の秘密 2                                        | [ 注 3 ]  | [ 8 ]  |
| 04月13日 火曜 | 知りたいアンケートみんなの事情!                           | [ 注 3 ]  | [ 8 ]  |
| 04月14日 水曜 | 戦士の名前の秘密 3                                        | [ 注 4 ]  | [ 9 ]  |
| 04月14日 水曜 | お宝発見天てれミュージアム                                | [ 注 4 ]  | [ 9 ]  |
| 04月19日 月曜 | ガレッジセールへの質問 1                                  | [ 注 5 ]  | [ 10 ] |
| 04月19日 月曜 | てれび戦士ベスト3スリー                                   | [ 注 5 ]  | [ 10 ] |
| 04月20日 火曜 | ガレッジセールへの質問 2                                  | [ 注 6 ]  | [ 11 ] |
| 04月20日 火曜 | 知りたいアンケートみんなの事情!                           | [ 注 6 ]  | [ 11 ] |
| 04月21日 水曜 | ガレッジセールへの質問 3                                  | [ 注 7 ]  | [ 12 ] |
| 04月21日 水曜 | お宝発見天てれミュージアム                                | [ 注 7 ]  | [ 12 ] |
| 05月03日 月曜 | 休みの日の過ごし方 1                                      | [ 注 8 ]  | [ 13 ] |
| 05月03日 月曜 | てれび戦士ベスト3スリー                                   | [ 注 8 ]  | [ 13 ] |
| 05月04日 火曜 | 休みの日の過ごし方 2                                      | [ 注 8 ]  | [ 14 ] |
| 05月04日 火曜 | 知りたいアンケートみんなの事情!                           | [ 注 8 ]  | [ 14 ] |
| 05月05日 水曜 | 休みの日の過ごし方 3                                      | [ 注 8 ]  | [ 15 ] |
| 05月05日 水曜 | お宝発見天てれミュージアム                                | [ 注 8 ]  | [ 15 ] |
| 05月10日 月曜 | 自分流ストレス発散法 1                                    | [ 注 9 ]  | [ 16 ] |
| 05月10日 月曜 | てれび戦士ベスト3スリー                                   | [ 注 9 ]  | [ 16 ] |
| 05月11日 火曜 | 自分流ストレス発散法 2                                    | [ 注 10 ] | [ 17 ] |
| 05月11日 火曜 | 知りたいアンケートみんなの事情!                           | [ 注 10 ] | [ 17 ] |
| 05月12日 水曜 | 自分流ストレス発散法 3                                    | [ 注 11 ] | [ 18 ] |
| 05月12日 水曜 | お宝発見天てれミュージアム                                | [ 注 11 ] | [ 18 ] |
| 05月17日 月曜 | 自分の弱点 1                                              | [ 注 12 ] | [ 19 ] |
| 05月17日 月曜 | てれび戦士ベスト3スリー                                   | [ 注 12 ] | [ 19 ] |
| 05月18日 火曜 | 自分の弱点 2                                              | [ 注 12 ] | [ 20 ] |
| 05月18日 火曜 | 知りたいアンケートみんなの事情!                           | [ 注 12 ] | [ 20 ] |
| 05月19日 水曜 | 自分の弱点 3                                              | [ 注 12 ] | [ 21 ] |
| 05月19日 水曜 | もしもコレクション                                        | [ 注 12 ] | [ 21 ] |
| 05月24日 月曜 | 緊張した時のリラックス法 1                                | [ 注 13 ] | [ 22 ] |
| 05月24日 月曜 | てれび戦士ベスト3スリー                                   | [ 注 13 ] | [ 22 ] |
| 05月25日 火曜 | 緊張した時のリラックス法 2                                | [ 注 14 ] | [ 23 ] |
| 05月25日 火曜 | 知りたいアンケートみんなの事情!                           | [ 注 14 ] | [ 23 ] |
| 05月26日 水曜 | 緊張した時のリラックス法 3                                | [ 注 15 ] | [ 24 ] |
| 05月26日 水曜 | もしもコレクション                                        | [ 注 15 ] | [ 24 ] |
| 06月07日 月曜 | 最近やっちゃった大失敗 1                                  | [ 注 16 ] | [ 25 ] |
| 06月07日 月曜 | てれび戦士ベスト3スリー                                   | [ 注 16 ] | [ 25 ] |
| 06月08日 火曜 | 最近やっちゃった大失敗 2                                  | [ 注 16 ] | [ 26 ] |
| 06月08日 火曜 | 知りたいアンケートみんなの事情!                           | [ 注 16 ] | [ 26 ] |
| 06月09日 水曜 | 最近やっちゃった大失敗 3                                  | [ 注 16 ] | [ 27 ] |
| 06月09日 水曜 | もしもコレクション                                        | [ 注 16 ] | [ 27 ] |
| 06月14日 月曜 | 自分だけの楽しい梅雨のすごし方 1                          | [ 注 17 ] | [ 28 ] |
| 06月14日 月曜 | てれび戦士ベスト3スリー                                   | [ 注 17 ] | [ 28 ] |
| 06月15日 火曜 | 自分だけの楽しい梅雨のすごし方 2                          | [ 注 17 ] | [ 29 ] |
| 06月15日 火曜 | 知りたいアンケートみんなの事情!                           | [ 注 17 ] | [ 29 ] |
| 06月16日 水曜 | 自分だけの楽しい梅雨のすごし方 3                          | [ 注 17 ] | [ 30 ] |
| 06月16日 水曜 | もしもコレクション                                        | [ 注 17 ] | [ 30 ] |
| 06月21日 月曜 | 自分だけのひそかな楽しみ 1                                | [ 注 18 ] | [ 31 ] |
| 06月21日 月曜 | てれび戦士ベスト3スリー                                   | [ 注 18 ] | [ 31 ] |
| 06月22日 火曜 | 自分だけのひそかな楽しみ 2                                | [ 注 18 ] | [ 32 ] |
| 06月22日 火曜 | 知りたいアンケートみんなの事情!                           | [ 注 18 ] | [ 32 ] |
| 06月23日 水曜 | 自分だけのひそかな楽しみ 3                                | [ 注 18 ] | [ 33 ] |
| 06月23日 水曜 | もしもコレクション                                        | [ 注 18 ] | [ 33 ] |
| 06月28日 月曜 | 自分だけのおいしい食べ方 1                                | [ 注 19 ] | [ 34 ] |
| 06月28日 月曜 | てれび戦士ベスト3スリー                                   | [ 注 19 ] | [ 34 ] |
| 06月29日 火曜 | 自分だけのおいしい食べ方 2                                | [ 注 19 ] | [ 35 ] |
| 06月29日 火曜 | 知りたいアンケートみんなの事情!                           | [ 注 19 ] | [ 35 ] |
| 09月06日 月曜 | 夏休みの宿題いつやった?                                   | [ 注 20 ] | [ 36 ] |
| 09月06日 月曜 | てれび戦士とっておきの夏休み                              | [ 注 20 ] | [ 36 ] |
| 09月07日 火曜 | 2学期に挑戦したいこと                                     | [ 注 21 ] | [ 37 ] |
| 09月07日 火曜 | てれび戦士大喜利「名前であいうえお作文」                  | [ 注 21 ] | [ 37 ] |
| 09月08日 水曜 | 最近見た夢                                                | [ 注 22 ] | [ 38 ] |
| 09月08日 水曜 | 重さ順に並べまショー                                      | [ 注 23 ] | [ 38 ] |
| 09月13日 月曜 | 最近大笑いしたこと                                        | [ 注 24 ] | [ 39 ] |
| 09月13日 月曜 | てれび戦士わが家の事情                                    | [ 注 24 ] | [ 39 ] |
| 09月14日 火曜 | 電車やバスの中での暇つぶしの方法                          | [ 注 25 ] | [ 40 ] |
| 09月14日 火曜 | 透視お絵かきに挑戦!                                       | [ 注 25 ] | [ 40 ] |
| 09月15日 水曜 | 洋服の選び方                                              | [ 注 26 ] | [ 41 ] |
| 09月15日 水曜 | てれび戦士滑舌改善計画                                    | [ 注 27 ] | [ 41 ] |
| 09月21日 火曜 | 勉強や手伝いの前についしてしまうこと                      | [ 注 28 ] | [ 42 ] |
| 09月21日 火曜 | てれび戦士わたしの愛する給食メニュー                      | [ 注 28 ] | [ 42 ] |
| 09月22日 水曜 | 自分だけの幸せ                                            | [ 注 29 ] | [ 43 ] |
| 09月22日 水曜 | てれび戦士大喜利「遅刻の言い訳」                          | [ 注 29 ] | [ 43 ] |
| 10月04日 月曜 | 好きな食べ物を食べる順番                                  | [ 注 30 ] | [ 44 ] |
| 10月04日 月曜 | 未来にあったらいいなと思うもの                            | [ 注 30 ] | [ 44 ] |
| 10月05日 火曜 | 秋の楽しみ方                                              | [ 注 31 ] | [ 45 ] |
| 10月05日 火曜 | はてなBOX 箱の中身はなーに?                               | [ 注 31 ] | [ 45 ] |
| 10月06日 水曜 | かっこいい一言 かわいい一言                               | [ 注 32 ] | [ 46 ] |
| 10月06日 水曜 | 秋の俳句                                                  | [ 注 32 ] | [ 46 ] |
| 10月11日 月曜 | 天使のウィンク                                            | [ 注 33 ] | [ 47 ] |
| 10月11日 月曜 | 体育の日特別企画「反復横とびに挑戦」                      | [ 注 33 ] | [ 47 ] |
| 10月12日 火曜 | 落ち込んだ時元気を取り戻す方法                            | [ 注 34 ] | [ 48 ] |
| 10月12日 火曜 | 芸術の秋特別企画「天てれ顔の展覧会」                      | [ 注 34 ] | [ 48 ] |
| 10月13日 水曜 | 天てれランキングクイズ                                    | [ 注 35 ] | [ 49 ] |
| 10月18日 月曜 | 最近気になっていること                                    | [ 注 36 ] | [ 50 ] |
| 10月18日 月曜 | 戦士の体力年齢チェック                                    | [ 注 36 ] | [ 50 ] |
| 10月19日 火曜 | 絶対にゆずれないわたしのこだわり                          | [ 注 37 ] | [ 51 ] |
| 10月19日 火曜 | 2文字しりとり                                             | [ 注 37 ] | [ 51 ] |
| 10月20日 水曜 | わたしだけのマル秘勉強法                                  | [ 注 38 ] | [ 52 ] |
| 10月20日 水曜 | イメージリレー                                            | [ 注 38 ] | [ 52 ] |
| 10月25日 月曜 | 3日間だけ自分じゃない人や物に なれるとしたら何になりたい? | [ 注 39 ] | [ 53 ] |
| 10月25日 月曜 | てれび戦士我が家の事情                                    | [ 注 39 ] | [ 53 ] |
| 10月26日 火曜 | ちっちゃいことなんだけど くやしい失敗体験                 | [ 注 40 ] | [ 54 ] |
| 10月26日 火曜 | おぼえしりとり                                            | [ 注 40 ] | [ 54 ] |
| 10月27日 水曜 | 苦手だけど克服したいこと                                  | [ 注 41 ] | [ 55 ] |
| 10月27日 水曜 | つられちゃダメよ!                                         | [ 注 41 ] | [ 55 ] |
| 11月08日 月曜 | 名前ランキングクイズ                                      | [ 注 42 ] | [ 56 ] |
| 11月08日 月曜 | オリジナルの漢字を作ろう!                                 | [ 注 42 ] | [ 56 ] |
| 11月09日 火曜 | 逆さ歌にチャレンジ                                        | [ 注 43 ] | [ 57 ] |
| 11月10日 水曜 | 教えて!てれび戦士                                         | [ 注 44 ] | [ 58 ] |
| 11月10日 水曜 | 第2弾 透視お絵かきに挑戦!                                 | [ 注 44 ] | [ 58 ] |
| 11月15日 月曜 | 言われてうれしかったことば                                | [ 注 45 ] | [ 59 ] |
| 11月15日 月曜 | 緊急調査おこづかいの使い道                                | [ 注 45 ] | [ 59 ] |
| 11月16日 火曜 | てれび戦士大声コンテスト                                  | [ 注 46 ] | [ 60 ] |
| 11月17日 水曜 | これは何のニオイ!?鼻を利かせまショー                      | [ 注 47 ] | [ 61 ] |
| 11月22日 月曜 | 陸はギターが弾けるようになったのか?                       | [ 注 48 ] | [ 62 ] |
| 11月22日 月曜 | 音だけで伝えまショー                                      | [ 注 48 ] | [ 62 ] |
| 11月23日 火曜 | 勤労感謝の日 お手伝い競技会                               | [ 注 49 ] | [ 63 ] |
| 11月24日 水曜 | 最近見たおもしろい夢                                      | [ 注 50 ] | [ 64 ] |
| 11月24日 水曜 | 集中力を鍛えよう 間違い探し!                              | [ 注 51 ] | [ 64 ] |
| 2011年        | 企画                                                      | 注釈      | 出典   |
| 01月04日 火曜 | 戦士 暗記力アップ                                         | [ 注 52 ] | [ 65 ] |
| 01月10日 月曜 | 緊張しないで上手にスピーチができる方法 前編               | [ 注 53 ] | [ 66 ] |
| 01月11日 火曜 | 緊張しないで上手にスピーチができる方法 後編               | [ 注 53 ] | [ 67 ] |
| 01月12日 水曜 | 靴ひもの通し方と結び方                                    | [ 注 54 ] | [ 68 ] |
| 01月17日 月曜 | 速読術超入門編!                                           | [ 注 55 ] | [ 69 ] |
| 01月18日 火曜 | 速読術超入門編! Part2                                     | [ 注 55 ] | [ 70 ] |
| 01月19日 水曜 | お宝発見天てれミュージアム                                | [ 注 56 ] | [ 71 ] |
| 01月24日 月曜 | てれび戦士知りたいアンケート わが家の事情                 | [ 注 57 ] | [ 72 ] |
| 01月25日 火曜 | 第3弾 透視お絵かきに挑戦!                                 | [ 注 58 ] | [ 73 ] |
| 01月26日 水曜 | 教えて!てれび戦士スペシャル                               | [ 注 1 ]  | [ 74 ] |
| 02月07日 月曜 | 重さ順に並べまショー                                      | [ 注 59 ] | [ 75 ] |
| 02月14日 月曜 | 正しいはしの持ち方                                        | [ 注 60 ] | [ 76 ] |
| 02月15日 火曜 | 和食のマナー                                              | [ 注 60 ] | [ 77 ] |
| 02月16日 水曜 | 戦士のペット                                              | [ 注 61 ] | [ 78 ] |
| 02月21日 月曜 | コレは何のニオイ?鼻を利かせまショー                       | [ 注 62 ] | [ 79 ] |
| 02月22日 火曜 | 簡単できれいな服のたたみ方                                | [ 注 63 ] | [ 80 ] |

### てれび戦士ベスト3スリー
2010年度1学期の月曜日に放送。てれび戦士のいろいろなイメージベスト3を決める。
| 放送日 / テーマ                                          | ベスト3                                                  | 注釈      |
| -------------------------------------------------------- | -------------------------------------------------------- | --------- |
| 2010年4月05日 1日だけ入れ替わってみたい                  | 1位 脇菜々香 2位 野村翔 3位 長江崚行、鎮西寿々歌         | [ 注 1 ]  |
| 2010年4月12日 甘えん坊そうな                             | 1位 伊藤元太 2位 斎藤安里奈ダイアナ 3位 長江崚行         | [ 注 2 ]  |
| 2010年4月19日 動物に好かれそうな                         | 1位 上原陸 2位 小川向陽 3位 松岡美羽                     | [ 注 5 ]  |
| 2010年5月03日 給食をおかわりしていそうな                 | 1位 野村翔 2位 寺田朱里エステル 3位 上原陸               | [ 注 8 ]  |
| 2010年5月10日 変わってると思う                           | 1位 水本凜 2位 椋木ホセマルティン 3位 伊藤元太、小川向陽 | [ 注 9 ]  |
| 2010年5月17日 休みの日に家でゴロゴロしてそうな           | 1位 椋木ホセマルティン 2位 齊藤稜駿 3位 金子凜太朗       | [ 注 12 ] |
| 2010年5月24日 家族にしたい                               | 1位 水本凜 2位 脇菜々香 3位 中村嘉惟人                   | [ 注 13 ] |
| 2010年6月07日 ジャングルでもたくましく生きていけそうな   | 1位 岡田結実 2位 野村翔 3位 椋木ホセマルティン           | [ 注 16 ] |
| 2010年6月14日 鏡に映る自分を見てウットリしていそうな     | 1位 齊藤稜駿 2位 風戸蘭七 3位 寺田朱里エステル           | [ 注 17 ] |
| 2010年6月21日 お化けがとっても苦手そうな                 | 1位 鎮西寿々歌 2位 上原陸 3位 三井理陽                   | [ 注 18 ] |
| 2010年6月28日 カラオケに行ったらマイクをはなしそうにない | 1位 長江崚行 2位 水本凜 3位 小川向陽                     | [ 注 19 ] |

### 知りたいアンケートみんなの事情!
2010年度1学期の火曜日に放送。てれび戦士同士の気になることを聞いてみるコーナー。
| 2010年  | 質問者     | 質問                                    | 注釈      |
| ------- | ---------- | --------------------------------------- | --------- |
| 4月06日 | 上原陸     | みんなの一番こわいものは?               | [ 注 1 ]  |
| 4月13日 | 田代ひかり | お風呂に入るとき体のどこから洗う?       | [ 注 2 ]  |
| 4月20日 | 金子凜太朗 | 最近どんなことで泣いた?                 | [ 注 6 ]  |
| 5月04日 | 長江崚行   | 両親に一日で最高何回怒られた?           | [ 注 8 ]  |
| 5月11日 | 松岡美羽   | どんなクセがある?                       | [ 注 10 ] |
| 5月18日 | 水本凜     | 親に内緒にしてること                    | [ 注 12 ] |
| 5月25日 | 水本凜     | 親に言われてショックな一言              | [ 注 14 ] |
| 6月08日 | 白坂奈々   | 自分だけが信じている事ってありますか?   | [ 注 16 ] |
| 6月15日 | 水本凜     | 父の日にプレゼントに贈るとしたら何?     | [ 注 17 ] |
| 6月22日 | 金子凜太朗 | 幸せだな〜って感じるときってどんなとき? | [ 注 18 ] |
| 6月29日 | 三井理陽   | 今一番ほしいものは?                     | [ 注 19 ] |

### お宝発見天てれミュージアム
2010年度の水曜日に放送。てれび戦士のお宝を鑑賞するスタジオコーナー。
| 放送日         | テーマ                 | お宝                                                                                        | 注釈      |
| -------------- | ---------------------- | ------------------------------------------------------------------------------------------- | --------- |
| 2010年 4月07日 | 家にある昔のもの       | 椋木ホセマルティン「おじいちゃんのコレクション」 鎮西寿々歌「ミニサイズ」                   | [ 注 1 ]  |
| 2010年 4月14日 | 今夢中になっていること | 當山優奈「お裁縫」 中村嘉惟人「リンゴの皮むき」                                             | [ 注 4 ]  |
| 2010年 4月21日 | 私のB級コレクション    | 斎藤安里奈ダイアナ「海外のコイン」 水本凜「レシート」                                       | [ 注 7 ]  |
| 2010年 5月05日 | 見せびらかしたいもの   | 田代ひかり「ハムスター」 浅野優惟「トロフィー」                                             | [ 注 8 ]  |
| 2010年 5月12日 | がんばった思い出の品   | 風戸蘭七「ジャズダンスシューズ」 木島杏奈「委員長バッジ」                                   | [ 注 11 ] |
| 2011年 1月19日 | 家族との思い出の品     | 寺田朱里エステル「小さなうさぎのぬいぐるみ」 岡田結実「お母さんが誕生日のときに作った椅子」 | [ 注 56 ] |

### もしもコレクション
2010年度1学期の水曜日に放送。てれび戦士がもしもの状況の対処法を考える。
| 2010年  | テーマ                                           | 注釈      |
| ------- | ------------------------------------------------ | --------- |
| 5月19日 | 成績の悪いテストが母親にみつかったとき           | [ 注 12 ] |
| 5月26日 | 朝起きて友達との約束に30分遅れたら?              | [ 注 15 ] |
| 6月09日 | 先生にあてられて、全くわからなかったときのひと言 | [ 注 16 ] |
| 6月16日 | 宇宙人が地球をのっとりに来た時のひと言           | [ 注 17 ] |
| 6月23日 | 授業中お腹が鳴ってしまったときのごまかし方       | [ 注 19 ] |

## 2010年度 短期企画
| 2010年        | 企画                                                            | 注釈      | 出典   |
| ------------- | --------------------------------------------------------------- | --------- | ------ |
| 06月16日 水曜 | 天てれ課外授業                                                  | [ 注 64 ] | [ 30 ] |
| 08月30日 月曜 | 夏合宿2010 前編                                                 |           | [ 81 ] |
| 08月31日 火曜 | 夏合宿2010 後編                                                 |           | [ 82 ] |
| 09月01日 水曜 | 脳内リサーチ@てれび戦士                                         |           | [ 83 ] |
| 09月08日 水曜 | 凜太朗と優惟の「かねあさ号」夏の思い出                          | [ 注 65 ] | [ 38 ] |
| 09月20日 月曜 | 天才てれびくんMAXスペシャル in NHKホール メイキング・スペシャル |           | [ 84 ] |
| 11月29日 月曜 | 天てれウェブ時計を作ろう!プロジェクト 前編                      |           | [ 85 ] |
| 11月30日 火曜 | 天てれウェブ時計を作ろう!プロジェクト 後編                      |           | [ 86 ] |
| 2011年        | 企画                                                            | 注釈      | 出典   |
| 01月05日 水曜 | 新春特別企画 イカ墨で書き初め                                   | [ 注 66 ] | [ 87 ] |
| 01月10日 月曜 | うさぎ年特別企画 地球に巨大なうさぎの絵を描こう! 前編           | [ 注 67 ] | [ 66 ] |
| 01月17日 月曜 | うさぎ年特別企画 地球に巨大なうさぎの絵を描こう! 後編           | [ 注 67 ] | [ 69 ] |
| 01月25日 火曜 | エッグアート作りに挑戦                                          | [ 注 68 ] | [ 73 ] |
| 02月08日 火曜 | ネコに「ねこふんじゃった」を歌わせよう♪ 前編                    | [ 注 69 ] | [ 88 ] |
| 02月09日 水曜 | ネコに「ねこふんじゃった」を歌わせよう♪ 後編                    | [ 注 69 ] | [ 89 ] |
| 02月28日 月曜 | 天てれ大修学旅行 1日目                                          |           | [ 90 ] |
| 03月01日 火曜 | 天てれ大修学旅行 2日目                                          |           | [ 91 ] |
| 03月02日 水曜 | 天てれ大修学旅行 3日目                                          |           | [ 92 ] |
| 04月07日 木曜 | 2010年度最終回 出演者挨拶                                       |           | [ 93 ] |

## 給食には出ない秘密レシピ

### 概要
2010年度。2010年3月から11月は月曜日、2011年1月と2月は水曜日に放送。フレンチシェフの「ミクニン」こと三國清三がてれび戦士の中村嘉惟人・鎮西寿々歌と共に手軽に作れる料理を紹介するコーナー。ほとんどの場合、鎮西が「おなかがすいた」と言い、食べ物を食べさせてもらうよう頼む。2学期からは、鎮西から岡田結実に交代、中村から白坂奈々に交代、ミクニンが作った料理の材料が何かを岡田と白坂が当てるという形式が多くなった。3学期からは、30分以内でてれび戦士2人がオリジナル料理を作る形式に変わった。また、困ったときにはミクニンカードが3枚まで使え、ミクニンに料理を手伝ってもらえる。
- ナレーション：うすいたかやす

### 2010年度前期
- てれび戦士：鎮西寿々歌、中村嘉惟人

| 2010年   | タイトル | 脚注   |
| -------- | --- | ------ |
| 03月29日 | いわしが踊るライスパンケーキ                                                                                             | [ 1 ]  |
| 04月05日 | 朝の超はやごはん | [ 4 ]  |
| 04月12日 | 食べ物で遊んじゃえ!デリシャスゲーム                                                                                      | [ 7 ]  |
| 04月19日 | これなぁに?だましデザート                                                                                                | [ 10 ] |
| 05月03日 | ママにプレゼント!愛情とろけるスイートスプーン                                                                            | [ 13 ] |
| 05月10日 | おいしいもの対決! 「黄金ジャムのタルト」 「パリパリチップス」 「ふとっちょてんぷら」                                     | [ 16 ] |
| 05月17日 | 夕べのカレーが大変身! ムッシュスペシャル ピッツア                                                                        | [ 19 ] |
| 05月24日 | ミクニンの料理マジック! 「食べる牛乳」 「瞬間チーズのトマト姫」                                                          | [ 22 ] |
| 06月07日 | お豆たっぷり!ヘルシー&スリムハンバーグ                                                                                   | [ 25 ] |
| 06月14日 | パパにプレゼント コンビニおにぎりでカラフルおすし                                                                        | [ 28 ] |
| 06月21日 | TKGパーティー 「チーズが香る ふわとろTKG」 「ふるさとの味 いかなごのくぎ煮TKG」 「ねばれ!アボカドTKG」                   | [ 31 ] |
| 06月28日 | 3分で固まる ミクニン風キラキラゼリー                                                                                     | [ 34 ] |
| 09月13日 | あんこパスタ | [ 39 ] |
| 09月22日 | てれび戦士オリジナル料理発表会! 「イタリアン風チヂミ」 「変身チャーハンとトマトスープ」 「ミクニン風ハートハヤシライス」 | [ 43 ] |

### 秘密の料理材料当てクイズ
| 放送日   | 答えの料理                     | てれび戦士          | 脚注   |
| -------- | ------------------------------ | ------------------- | ------ |
| 10月04日 | 野菜の皮のフライ               | 岡田結実 中村嘉惟人 | [ 44 ] |
| 10月11日 | 2色のスイートミルクがゆ        | 岡田結実 中村嘉惟人 | [ 47 ] |
| 10月18日 | 真っ黒えびフライ               | 岡田結実 中村嘉惟人 | [ 50 ] |
| 10月25日 | お豆のミートソーススパゲッティ | 岡田結実 中村嘉惟人 | [ 53 ] |
| 11月08日 | みかんとにんじんのスープ       | 岡田結実 白坂奈々   | [ 56 ] |
| 11月15日 | ゴーヤーとパインのチャーハン   | 岡田結実 白坂奈々   | [ 59 ] |
| 11月22日 | おいもとりんごのグラタン       | 岡田結実 白坂奈々   | [ 62 ] |
| 01月12日 | ウフ・ア・ラ・ネージュ         | 岡田結実 白坂奈々   | [ 68 ] |

### 秘密レシピ クッキングミッション
- 進行：當山優奈

| 2011年   | テーマ / 料理                                             | 挑戦者                    | 脚注   |
| -------- | --------------------------------------------------------- | ------------------------- | ------ |
| 01月19日 | 天てれオリジナルたまご料理 納豆キムチたまごごはん         | 木島杏奈 白坂奈々         | [ 71 ] |
| 01月26日 | 力や元気が出る勝負料理 気合いのバナうな丼                 | 水本凜 矢部昌暉           | [ 74 ] |
| 02月16日 | パパッとできるカンタンおやつ とにかく入れちゃえチョコそば | 齊藤稜駿 鎮西寿々歌       | [ 78 ] |
| 02月23日 | 理想の朝ごはん グリーンサンドイッチ&ミックスジュース      | 脇菜々香 寺田朱里エステル | [ 94 ] |

### フランス料理スペシャル
- てれび戦士：木島杏奈、矢部昌暉、寺田朱里エステル
- 見学：ガレッジセール

| 2011年   | 担当             | 料理                                | 脚注   |
| -------- | ---------------- | ----------------------------------- | ------ |
| 02月08日 | 三國清三         | ほたてのムース ミラクルソース       | [ 88 ] |
| 02月09日 | 寺田朱里エステル | キッシュ・ロレーヌ                  | [ 89 ] |
| 02月09日 | 木島杏奈         | きのこのムース 肉づめしいたけのっけ | [ 89 ] |
| 02月09日 | 矢部昌暉         | 巨大ステーキ                        | [ 89 ] |
| 02月09日 | 三國清三         | モモのゴールドデザート              | [ 89 ] |

## 日本全国ハンコビンゴの旅!

### 概要
2010年度。2010年4月から11月は月曜日、2011年1月と2月は火曜日に放送。日本全国に存在する、珍しい名字を探すコーナー。毎回テーマを設けて、テーマに関する名字が集中する地方でロケーションを行う。てれび戦士二人が該当する名字の印鑑を特製のフリップに押してもらい、最初にビンゴを成立させた戦士が勝利。なお、既に一方の戦士が印鑑を獲得した苗字はフリップの該当箇所に×印を書き、もう一方の戦士は獲得出来ない。同じ名字の玄関先に二人が同時に辿り着いた場合は、玄関先に一歩でも早く近づいた戦士に獲得権が得られる。一度だけ台湾で行ったことがあった。
- 名字研究家 ワンコ先生：森岡浩
- ナレーション：宗矢樹頼

### 放送日程
| 初回放送日     | 内容                 |
| -------------- | -------------------- |
| 2010年04月05日 | #01 島根県出雲市     |
| 2010年04月12日 | #02 島根県奥出雲町   |
| 2010年04月19日 | #03 三重県御浜町     |
| 2010年05月03日 | #04 大阪府岸和田市   |
| 2010年05月10日 | #05 京都府長岡京市   |
| 2010年05月17日 | #06 兵庫県明石市     |
| 2010年05月24日 | #07 広島県江田島市   |
| 2010年06月07日 | #08 兵庫県赤穂市     |
| 2010年06月14日 | #09 岩手県軽米町     |
| 2010年06月21日 | #10 青森県八戸市     |
| 2010年06月28日 | #11 富山県射水市     |
| 2010年09月06日 | #12 岐阜県高山市     |
| 2010年09月13日 | #13 三重県伊勢市     |
| 2010年10月04日 | #14 福島県檜枝岐村   |
| 2010年10月11日 | #15 新潟県長岡市     |
| 2010年10月18日 | #16 長野県飯田市     |
| 2010年10月25日 | #17 長崎県佐世保市   |
| 2010年11月08日 | #18 佐賀県佐賀市     |
| 2010年11月15日 | #19 山梨県甲府市     |
| 2010年11月22日 | #20 徳島県徳島市     |
| 2010年11月29日 | #21 石川県輪島市     |
| 2011年01月04日 | #22 鹿児島県鹿児島市 |
| 2011年01月11日 | #23 鹿児島県曽於市   |
| 2011年01月18日 | #24 沖縄県八重山諸島 |
| 2011年02月08日 | #25 秋田県秋田市     |
| 2011年02月15日 | 海外 in 台湾         |
| 2011年02月22日 | 海外 in 台湾         |

### #01 島根県出雲市
- 本放送：2010年04月05日 月曜 [4]
- 再放送：2010年07月15日 木曜 [95]
- 地域：島根県出雲市
- テーマ：出雲大社
- 長江崚行
- 脇菜々香

| ビンゴカード | ビンゴカード | ビンゴカード |
| ------------ | ------------ | ------------ |
| 大国         | 榊原         | 祝部         |
| 別火         | 神田         | 新宮         |
| 多久和       | 祝           | 神門         |

### #02 島根県奥出雲町
- 本放送：2010年04月12日 月曜 [7]
- 再放送：2010年07月15日 木曜 [95]
- 地域：島根県仁多郡奥出雲町
- テーマ：たたら製鉄「金」「鉄」
- 伊藤元太
- 當山優奈

| ビンゴカード | ビンゴカード | ビンゴカード |
| ------------ | ------------ | ------------ |
| 石金         | 金森         | 鉄池         |
| 金氏         | 鐵穴         | 荒金         |
| 金谷         | 金倉         | 金山         |

### #03 三重県御浜町
- 本放送：2010年04月19日 月曜 [10]
- 再放送：2010年07月19日 月曜 [96]
- 地域：三重県南牟婁郡御浜町
- テーマ：方角
- 齊藤稜駿
- 松岡美羽

| ビンゴカード | ビンゴカード | ビンゴカード |
| ------------ | ------------ | ------------ |
| 乾           | 北           | 北東         |
| 西           | 中           | 東           |
| 南部         | 南           | 巽           |

### #04 大阪府岸和田市
- 本放送：2010年05月03日 月曜 [13]
- 再放送：2010年07月20日 火曜 [97]
- 地域：大阪府岸和田市
- テーマ：商人
- 水本凜
- 金子凜太朗

| ビンゴカード | ビンゴカード | ビンゴカード |
| ------------ | ------------ | ------------ |
| 桶谷         | 油谷         | 問屋         |
| 大工         | 笠谷         | 紺谷         |
| 鱧谷         | 樽谷         | 瓦谷         |

### #05 京都府長岡京市
- 本放送：2010年05月10日 月曜 [16]
- 再放送：2010年07月21日 水曜 [98]
- 地域：京都府長岡京市
- テーマ：道路
- 矢部昌暉
- 斎藤安里奈ダイアナ

| ビンゴカード | ビンゴカード | ビンゴカード |
| ------------ | ------------ | ------------ |
| 中路         | 北条         | 小路         |
| 西小路       | 中小路       | 東小路       |
| 前大路       | 七条         | 今小路       |

### #06 兵庫県明石市
- 本放送：2010年05月17日 月曜 [19]
- 再放送：2010年07月22日 木曜 [99]
- 地域：兵庫県明石市
- テーマ：港町
- 白坂奈々
- 小川向陽

| ビンゴカード | ビンゴカード | ビンゴカード |
| ------------ | ------------ | ------------ |
| 魚谷         | 漁           | 船曳         |
| 船留         | 船木         | 船越         |
| 船造         | 船原         | 凪           |

「船曳」同時ゲットで引き分け

### #07 広島県江田島市
- 本放送：2010年05月24日 月曜 [22]
- 再放送：2010年07月26日 月曜 [100]
- 地域：広島県江田島市
- テーマ：「河内」
- 鎮西寿々歌
- 寺田朱里エステル

| ビンゴカード | ビンゴカード | ビンゴカード |
| ------------ | ------------ | ------------ |
| 上河内       | 梅河内       | 久保河内     |
| 堂河内       | 空河内       | 石河内       |
| 下河内       | 奥河内       | 後河内       |

### #08 兵庫県赤穂市
- 本放送：2010年06月07日 月曜 [25]
- 再放送：2010年07月27日 火曜 [101]
- 地域：兵庫県赤穂市
- テーマ：塩
- 木島杏奈
- 風戸蘭七

| ビンゴカード | ビンゴカード | ビンゴカード |
| ------------ | ------------ | ------------ |
| 上荷         | 塩濱         | 大塩         |
| 塩崎         | 塩田         | 塩谷         |
| 塩飽         | 釜須         | 塩江         |

### #09 岩手県軽米町
- 本放送：2010年06月14日 月曜 [28]
- 再放送：2010年07月28日 水曜 [102]
- 地域：岩手県九戸郡軽米町
- テーマ：「舘」
- 野村翔
- 三井理陽

| ビンゴカード | ビンゴカード | ビンゴカード |
| ------------ | ------------ | ------------ |
| 舘下         | 大舘         | 西舘         |
| 山舘         | 古舘         | 南舘         |
| 円舘         | 玉舘         | 舘坂         |

### #10 青森県八戸市
- 本放送：2010年06月21日 月曜 [31]
- 再放送：2010年07月29日 木曜 [103]
- 地域：青森県八戸市
- テーマ：「戸」
- 田代ひかり
- 上原陸

| ビンゴカード | ビンゴカード | ビンゴカード |
| ------------ | ------------ | ------------ |
| 五戸         | 石戸         | 戸来         |
| 三戸         | 四戸         | 四戸岸       |
| 八戸         | 一戸         | 七戸         |

### #11 富山県射水市
- 放送日：2010年06月28日 月曜 [34]
- 地域：富山県射水市
- テーマ：珍名
- 岡田結実
- 椋木ホセマルティン

| ビンゴカード | ビンゴカード | ビンゴカード |
| ------------ | ------------ | ------------ |
| 草           | 鎧           | 地蔵         |
| 網           | 菓子         | 菊           |
| 風呂         | 釣           | 波           |

### #12 岐阜県高山市
- 放送日：2010年09月06日 月曜 [36]
- 地域：岐阜県高山市
- テーマ：「洞」
- 伊藤元太
- 浅野優惟

| ビンゴカード | ビンゴカード | ビンゴカード |
| ------------ | ------------ | ------------ |
| 洞口         | 洞奥         | 道洞         |
| 大洞         | 洞田         | 下洞         |
| 小洞         | 西洞         | 洞           |

### #13 三重県伊勢市
- 放送日：2010年09月13日 月曜 [39]
- 地域：三重県伊勢市
- テーマ：「世古」
- 木島杏奈
- 中村嘉惟人

| ビンゴカード | ビンゴカード | ビンゴカード |
| ------------ | ------------ | ------------ |
| 深世古       | 仲世古       | 世古口       |
| 西世古       | 倉世古       | 東世古       |
| 世古         | 大世古       | 中世古       |

「大世古」同時ゲットで引き分け

### #14 福島県檜枝岐村
- 本放送：2010年10月04日 月曜 [44]
- 再放送：2010年11月01日 月曜 [104]
- 地域：福島県南会津郡檜枝岐村
- テーマ：いろんな「星」
- 小川向陽
- 白坂奈々

| ビンゴカード   | ビンゴカード | ビンゴカード           |
| -------------- | ------------ | ---------------------- |
| 8人家族        | 村長         | サンショウウオハンター |
| パーマ屋さん   | 歌舞伎の座長 | 双子                   |
| 犬を飼っている | 名前が光     | 曲輪職人               |

### #15 新潟県長岡市
- 本放送：2010年10月11日 月曜 [47]
- 再放送：2010年11月02日 火曜 [105]
- 地域：新潟県長岡市
- テーマ：米
- 鎮西寿々歌
- 野村翔

| ビンゴカード | ビンゴカード | ビンゴカード |
| ------------ | ------------ | ------------ |
| 穂刈         | 稲餅         | 米山         |
| 粉川         | 米桝         | 稲荷         |
| 米持         | 稲           | 稲川         |

### #16 長野県飯田市
- 本放送：2010年10月18日 月曜 [50]
- 再放送：2010年11月03日 水曜 [106]
- 地域：長野県飯田市
- テーマ：「沢」
- 長江崚行
- 金子凜太朗

| ビンゴカード | ビンゴカード | ビンゴカード |
| ------------ | ------------ | ------------ |
| 沢柳         | 市沢         | 白沢         |
| 沢頭         | 胡桃沢       | 沢           |
| 唐沢         | 滝沢         | 塩沢         |

「沢頭」同時ゲットで引き分け

### #17 長崎県佐世保市
- 本放送：2010年10月25日 月曜 [53]
- 再放送：2010年11月04日 木曜 [107]
- 地域：長崎県佐世保市
- テーマ：「浦」
- 風戸蘭七
- 矢部昌暉

| ビンゴカード | ビンゴカード | ビンゴカード |
| ------------ | ------------ | ------------ |
| 浦川         | 西浦         | 里浦         |
| 真浦         | 太郎浦       | 大浦         |
| 下津浦       | 浦郷         | 浦           |

### #18 佐賀県佐賀市
- 本放送：2010年11月08日 月曜 [56]
- 再放送：2010年12月06日 月曜 [108]
- 地域：佐賀県佐賀市
- テーマ：「丸」
- 水本凜
- 三井理陽

| ビンゴカード | ビンゴカード | ビンゴカード |
| ------------ | ------------ | ------------ |
| 石丸         | 栗丸         | 鶴丸         |
| 田中丸       | 弟子丸       | 辻丸         |
| 船津丸       | 寺丸         | 徳丸         |

### #19 山梨県甲府市
- 放送日：2010年11月15日 月曜 [59]
- 地域：山梨県甲府市
- テーマ：武田信玄
- 當山優奈
- 齊藤稜駿

| ビンゴカード | ビンゴカード | ビンゴカード |
| ------------ | ------------ | ------------ |
| 甘利         | 板垣         | 諸角         |
| 真田         | 武田         | 山県         |
| 穴山         | 内藤         | 薬袋         |

### #20 徳島県徳島市
- 本放送：2010年11月22日 月曜 [62]
- 再放送：2010年12月29日 水曜 [109]
- 地域：徳島県徳島市
- テーマ：「青」「藍」
- 脇菜々香
- 椋木ホセマルティン

| ビンゴカード | ビンゴカード | ビンゴカード |
| ------------ | ------------ | ------------ |
| 青江         | 藍野         | 藍谷         |
| 青山         | 藍川         | 藍順         |
| 藍原         | 藍水         | 青黄         |

### #21 石川県輪島市
- 本放送：2010年11月29日 月曜 [85]
- 再放送：2010年12月30日 木曜 [110]
- 地域：石川県輪島市
- テーマ：「谷内」
- 岡田結実
- 浅野優惟

| ビンゴカード | ビンゴカード | ビンゴカード |
| ------------ | ------------ | ------------ |
| 谷内         | 谷内田       | 谷内江       |
| 宮谷内       | 小谷内       | 大谷内       |
| 水谷内       | 川谷内       | 谷内口       |

### #22 鹿児島県鹿児島市
- 本放送：2011年01月04日 火曜 [65]
- 再放送：2011年02月02日 水曜 [111]
- 地域：鹿児島県鹿児島市
- テーマ：縁起の良い
- 田代ひかり
- 上原陸

| ビンゴカード | ビンゴカード | ビンゴカード |
| ------------ | ------------ | ------------ |
| 宝亀         | 笑喜         | 寿福         |
| 寿           | 祝           | 法福         |
| 幸           | 門松         | 福           |

### #23 鹿児島県曽於市
- 本放送：2011年01月11日 火曜 [67]
- 再放送：2011年02月01日 火曜 [112]
- 地域：鹿児島県曽於市
- テーマ：「別府」
- 松岡美羽
- 金子凜太朗

| ビンゴカード | ビンゴカード | ビンゴカード |
| ------------ | ------------ | ------------ |
| 岡別府       | 北別府       | 上別府       |
| 西別府       | 別府         | 福別府       |
| 上中別府     | 東別府       | 今別府       |

### #24 沖縄県八重山諸島
- 本放送：2011年01月18日 火曜 [70]
- 再放送：2011年02月03日 木曜 [113]
- 再放送：2011年04月06日 水曜（前半） [114]
- 再放送：2011年04月07日 木曜（後半） [93]
- 地域：沖縄県八重山諸島
- テーマ：八重山諸島の島名
- 斎藤安里奈ダイアナ&ゴリ
- 小川向陽&川ちゃん

| ビンゴカード | ビンゴカード | ビンゴカード |
| ------------ | ------------ | ------------ |
| 与那国       | 鳩間         | 石垣         |
| 黒島         | 竹富         | 西表         |
| 波照間       | 新城         | 小浜         |

### #25 秋田県秋田市
- 放送日：2011年02月08日 火曜 [88]
- 地域：秋田県秋田市
- テーマ：「屋」
- 木島杏奈
- 長江崚行

| ビンゴカード | ビンゴカード | ビンゴカード |
| ------------ | ------------ | ------------ |
| 仙北屋       | 敦賀屋       | 越前屋       |
| 越後屋       | 能登屋       | 長浜屋       |
| 三國屋       | 播磨屋       | 加賀屋       |

### 海外ハンコビンゴの旅! in 台湾
- 前編放送日：2011年2月15日 火曜 [77]
- 後編放送日：2011年2月22日 火曜 [80]
- 一挙再放送：2011年3月10日 木曜 [115]
- 地域： 台湾 台北市
- テーマ：いろいろな「陳」
- 鎮西寿々歌&川ちゃん
- 椋木ホセマルティン&ゴリ

| ビンゴカード | ビンゴカード     | ビンゴカード |
| ------------ | ---------------- | ------------ |
| 冬虫夏草     | ハンコ職人       | 茶鑑定士     |
| 占い         | 臭〜い           | 足つぼ       |
| メイド       | アジアで一番高い | 地熱         |

## ガレッジランド
| 年度別 | 2009 - 2010 - 2011 |

2010年度の9分枠のコーナー。2010年3月から11月は月曜日、2011年1月と2月は水曜日に放送。
てれび戦士が2チームに分かれてゲームで競う。舞台は天てれ学園の校長室の裏にある「川ちゃんホール」。
| 放送日          | ゲーム                                                                        | 勝利チーム                                  | 敗北チーム                                      | 脚注   |
| --------------- | ----------------------------------------------------------------------------- | ------------------------------------------- | ----------------------------------------------- | ------ |
| 2010年 03月29日 | 天てれランキング - 担任の先生になってもらいたい芸能人といえば?                | ゴリ 齊藤稜駿 中村嘉惟人                    | はるな愛 當山優奈 白坂奈々                      | [ 1 ]  |
| 2010年 04月05日 | 1/4の真実 - りんごはどれ? - ボウリングのボールを持っているのは誰?             | ゴリ 上原陸 岡田結実                        | はるな愛 脇菜々香 小川向陽                      | [ 4 ]  |
| 2010年 04月12日 | 天てれランキング - 給食に出たらいいなぁと思うメニューといえば?                | ビーグル38 脇菜々香 小川向陽                | ゴリ 齊藤稜駿 斎藤安里奈ダイアナ                | [ 7 ]  |
| 2010年 04月19日 | 天てれダービー - 夕食順番当てダービー 世界のナベアツ - けんすいダービー       | ゴリ 當山優奈 岡田結実                      | ビーグル38 矢部昌暉 風戸蘭七                    | [ 10 ] |
| 2010年 05月03日 | 天てれランキング - お弁当に入っていてうれしいおかずといえば?                  | ゴリ 水本凜 椋木ホセマルティン              | Dream5                                          | [ 13 ] |
| 2010年 05月10日 | 1/3の真実 - シンバルを持っているのは誰? - ダイコンはどれ?                     | ゴリ 長江崚行 寺田朱里エステル              | Dream5                                          | [ 16 ] |
| 2010年 05月17日 | 全身クイズ ハリー・ツイッター                                                 | 長友光弘 岡田結実 矢部昌暉 白坂奈々         | ゴリ 伊藤元太 中村嘉惟人 鎮西寿々歌             | [ 19 ] |
| 2010年 05月24日 | 天てれダービー - 夕食順番当てダービー もう中学生 - おしりで風船割りダービー   | ゴリ 浅野優惟 田代ひかり                    | 長友光弘 上原陸 小川向陽                        | [ 22 ] |
| 2010年 06月07日 | 天てれランキング - お父さんにしたい芸能人といえば?                            | 篠原愛実 齊藤稜駿 矢部昌暉                  | ゴリ 上原陸 伊藤元太                            | [ 25 ] |
| 2010年 06月14日 | 天てれダービー - 夕食順番当てダービー パペットマペット - 浮き輪くぐりダービー | ゴリ 野村翔 椋木ホセマルティン              | 篠原愛実 脇菜々香 岡田結実                      | [ 28 ] |
| 2010年 06月21日 | 全身クイズ ハリー・ツイッター                                                 | モンスターエンジン 白坂奈々 水本凜 松岡美羽 | ゴリ 田代ひかり 矢部昌暉 木島杏奈               | [ 31 ] |
| 2010年 06月28日 | 1/5の真実 - かき氷はどれ?                                                     | モンスターエンジン 野村翔 白坂奈々          | ゴリ 上原陸 田代ひかり                          | [ 34 ] |
| 2010年 09月06日 | 全身クイズ ハリー・ツイッター MC：脇菜々香                                    | ゴリ 齊藤稜駿 水本凜 風戸蘭七               | 川ちゃん 斎藤安里奈ダイアナ 當山優奈 野村翔     | [ 36 ] |
| 2010年 09月13日 | 1/5の真実 - ローラースケートはどれ？                                          | 當山優奈 松岡美羽 浅野優惟                  | 水本凜 野村翔 斎藤安里奈ダイアナ                | [ 39 ] |
| 2010年 10月04日 | 天てれランキング - 合唱コンクールで歌いたい曲といえば?                        | 三井理陽 松岡美羽 長江崚行                  | 小川向陽 浅野優惟 金子凜太朗                    | [ 44 ] |
| 2010年 10月11日 | 全身クイズ ハリー・ツイッター                                                 | 脇菜々香 松岡美羽 金子凜太朗 白坂奈々       | 當山優奈 水本凜 長江崚行 岡田結実               | [ 47 ] |
| 2010年 10月18日 | 1/5の真実 - ロッキングチェアはどれ?                                           | 脇菜々香 松岡美羽 長江崚行                  | 當山優奈 鎮西寿々歌 白坂奈々                    | [ 50 ] |
| 2010年 10月25日 | 全身クイズ ハリー・ツイッター                                                 | 伊藤元太 脇菜々香 鎮西寿々歌 浅野優惟       | 水本凜 當山優奈 小川向陽 岡田結実               | [ 53 ] |
| 2010年 11月08日 | 天てれダービー - 落ち葉から宝探しダービー - 空気入れ風船割りダービー          | 松岡美羽 浅野優惟                           | 鎮西寿々歌 白坂奈々                             | [ 56 ] |
| 2010年 11月15日 | 1/5の真実 - 犬を連れているのは誰?                                             | 脇菜々香 木島杏奈 中村嘉惟人                | 上原陸 野村翔 寺田朱里エステル                  | [ 59 ] |
| 2010年 11月22日 | 全身クイズ ハリー・ツイッター                                                 | 松岡美羽 野村翔 白坂奈々 椋木ホセマルティン | 齊藤稜駿 脇菜々香 金子凜太朗 斎藤安里奈ダイアナ | [ 62 ] |
| 2011年 01月12日 | 天てれダービー - ペーパーキャッチダービー - あめ探しダービー                  | 矢部昌暉 斎藤安里奈ダイアナ                 | 松岡美羽 木島杏奈                               | [ 68 ] |
| 2011年 01月19日 | 1/5の真実 - 墨と筆で字を書いているのは誰?                                     | 當山優奈 松岡美羽 白坂奈々                  | 脇菜々香 齊藤稜駿 水本凜                        | [ 71 ] |
| 2011年 01月26日 | 全身クイズ ハリー・ツイッター                                                 | 風戸蘭七 三井理陽 長江崚行 白坂奈々         | 野村翔 伊藤元太 鎮西寿々歌 浅野優惟             | [ 74 ] |
| 2011年 02月09日 | 天てれダービー - 鉛筆立てダービー - キャスターイスダービー                    | 齊藤稜駿 風戸蘭七                           | 脇菜々香 木島杏奈                               | [ 89 ] |
| 2011年 02月16日 | 全身クイズ ハリー・ツイッター                                                 | 齊藤稜駿 脇菜々香 水本凜 金子凜太朗         | 當山優奈 木島杏奈 松岡美羽 中村嘉惟人           | [ 78 ] |

### ミニ天てれダービー
|   | 放送日             | 備考     | 脚注    |
| - | ------------------ | -------- | ------- |
| 1 | 2010年8月09日 月曜 | 番組休止 | [ 116 ] |
| 2 | 2010年8月10日 火曜 |          | [ 117 ] |
| 3 | 2010年8月11日 水曜 |          | [ 118 ] |
| 4 | 2010年8月12日 木曜 | 番組休止 | [ 119 ] |
|   | 2010年9月29日 水曜 | 一挙放送 | [ 120 ] |

|   | レース                           | 出走者                                             |
| - | -------------------------------- | -------------------------------------------------- |
| 1 | 浮き輪投げダービー               | 三井理陽、當山優奈、脇菜々香、野村翔               |
| 2 | ビーチボール運びダービー         | 風戸蘭七、松岡美羽、長江崚行、水本凜               |
| 3 | 宝探しダービー                   | 金子凜太朗、浅野優惟、小川向陽、斎藤安里奈ダイアナ |
| 4 | うちわdeビーチボール運びダービー | 三井理陽、金子凜太朗、風戸蘭七                     |

## 新エンタの王道
2010年度前期の火曜日に放送。「エンタの王道〜楽して学ぼう〜」からスタジオのCGセットが一新され、理事長・案内役が廃止となった。2009年度は達人が芸のポイントを教授する時は戦士がイスに座り、戦士が芸を披露する時には「セットチェンジ」と称してイスをCGセット裏に片付けて芸を行う際の小道具が置かれたテーブルが登場するが、2010年度は「セットチェンジ」が無くなり、イスを置いた状態で戦士が前方に移動する形になった。2009年度に有った「試験」は無くなり、練習した芸を全員が披露する形式に変更されている。
| 2010年  | テーマ                                 | 達人                 | てれび戦士                                     | 脚注   |
| ------- | -------------------------------------- | -------------------- | ---------------------------------------------- | ------ |
| 3月30日 | なんでも英語にしちゃう術               | ルー大柴             | 脇菜々香、上原陸、木島杏奈、小川向陽           | [ 2 ]  |
| 4月06日 | アゴで表現する術                       | HEY!たくちゃん       | 齊藤稜駿、風戸蘭七、中村嘉惟人、白坂奈々       | [ 5 ]  |
| 4月13日 | 鳴きまね術                             | 江戸家猫八           | 當山優奈、伊藤元太、斎藤安里奈ダイアナ         | [ 8 ]  |
| 4月20日 | どんなものでも欲しくさせる術           | やのぱん             | 松岡美羽、矢部昌暉、金子凜太朗                 | [ 11 ] |
| 5月04日 | しっくりこないニュース術               | 浅越ゴエ             | 三井理陽、木島杏奈、田代ひかり                 | [ 14 ] |
| 5月11日 | どんなモノでもダジャレに言える術       | 林家ペー、林家パー子 | 野村翔、浅野優惟、岡田結実                     | [ 17 ] |
| 5月18日 | 紙に命を吹き込む術                     | 林家正楽             | 松岡美羽、水本凜、椋木ホセマルティン           | [ 20 ] |
| 5月25日 | 10秒間で大爆笑を引き出す術             | 中山功太             | 鎮西寿々歌、金子凜太朗、斎藤安里奈ダイアナ     | [ 23 ] |
| 6月08日 | 恋を笑いにかえる術                     | フォーリンラブ       | 上原陸、伊藤元太、寺田朱里エステル、岡田結実   | [ 26 ] |
| 6月15日 | 手作りの小道具を使いこなす術           | もう中学生           | 水本凜、中村嘉惟人、白坂奈々                   | [ 29 ] |
| 6月22日 | 腹話術                                 | いっこく堂           | 當山優奈、風戸蘭七、長江崚行                   | [ 32 ] |
| 6月29日 | 恥ずかしさをさらし出す術               | ゆってぃ             | 齊藤稜駿、矢部昌暉、小川向陽                   | [ 35 ] |
| 9月07日 | キレイに写る術                         | 小森純               | 脇菜々香、白坂奈々、田代ひかり                 | [ 37 ] |
| 9月14日 | 口でビートを刻む術                     | 太華                 | 野村翔、長江崚行、鎮西寿々歌                   | [ 40 ] |
| 9月21日 | どんなものでも“へのへのもへじ”で描く術 | ヤポンスキー         | 三井理陽、寺田朱里エステル、椋木ホセマルティン | [ 42 ] |

## おじいちゃんの人生問答
2010年度前期の火曜日に放送。1人のてれび戦士が老人に扮したビーグル38の能勢ヒロシと加藤統士と共に人生の抽象的な疑問に関しての問答を行う。1学期はてれび戦士の問いにおじいちゃんが答え、2学期はおじいちゃんの問いにてれび戦士が答える。
| 2010年  | 問い                                | てれび戦士         | 脚注   |
| ------- | ----------------------------------- | ------------------ | ------ |
| 4月06日 | 「本当の強さ」って何ですか?         | 齊藤稜駿           | [ 5 ]  |
| 4月13日 | 幸せって何ですか?                   | 田代ひかり         | [ 8 ]  |
| 4月20日 | お金って必要ですか?                 | 小川向陽           | [ 11 ] |
| 5月04日 | なんで男と女がいるの?               | 木島杏奈           | [ 14 ] |
| 5月11日 | なんでウソをついてはいけないの?     | 椋木ホセマルティン | [ 17 ] |
| 5月18日 | 勉強って必要?                       | 當山優奈           | [ 20 ] |
| 5月25日 | どうして人は寝ていると夢を見るの?   | 寺田朱里エステル   | [ 23 ] |
| 6月08日 | 大人になるってどういうこと?         | 野村翔             | [ 26 ] |
| 6月15日 | 規則って必要?                       | 上原陸             | [ 29 ] |
| 6月22日 | 言葉はなんで国や地域によって違うの? | 矢部昌暉           | [ 32 ] |
| 6月29日 | 寿命はなんであるの?                 | 斎藤安里奈ダイアナ | [ 35 ] |
| 9月07日 | カギって必要?                       | 鎮西寿々歌         | [ 37 ] |
| 9月14日 | 人はどうして涙が出るの?             | 脇菜々香           | [ 40 ] |
| 9月21日 | 人はどうして涙が出るの?             | 三井理陽           | [ 42 ] |

## 戦士取調室 2010年度
| 年度別 | 2009 - 2010 |

2010年4月から9月は水曜日、2011年10月と11月は火曜日、2011年1月と2月は月曜日に放送。
戦士の私生活での「罪」（恥ずかしい秘密）を暴き、反省させるコーナー。刑事役は柳沢慎吾。
2010年度てれび戦士24人とDream5の重本ことりを除く4人が1人1回ずつ出演、全28回。
| 2010年   | 回 | 容疑者             | 罪状                               | 脚注   |
| -------- | -- | ------------------ | ---------------------------------- | ------ |
| 04月07日 | 01 | 矢部昌暉           | おとなになりな罪                   | [ 6 ]  |
| 04月14日 | 02 | 當山優奈           | 優等生偽装罪                       | [ 9 ]  |
| 04月21日 | 03 | 浅野優惟           | 趣味はほどほどにしな罪             | [ 12 ] |
| 05月05日 | 04 | 上原陸             | ひとりで起きな罪                   | [ 15 ] |
| 05月12日 | 05 | 寺田朱里エステル   | やりっ放しはやめな罪               | [ 18 ] |
| 05月19日 | 06 | 松岡美羽           | もっといっぱい食べな罪             | [ 21 ] |
| 05月26日 | 07 | 椋木ホセマルティン | しっかり確認しな罪                 | [ 24 ] |
| 06月09日 | 08 | 岡田結実           | お母さんに負けな罪                 | [ 27 ] |
| 06月16日 | 09 | 斎藤安里奈ダイアナ | ここでアレはやめな罪               | [ 30 ] |
| 06月23日 | 10 | 金子凜太朗         | 逆にめんどく罪                     | [ 33 ] |
| 06月29日 | 11 | 高野洸             | お兄さんらしくしな罪               | [ 35 ] |
| 09月08日 | 12 | 脇菜々香           | ちゃんと写りな罪                   | [ 38 ] |
| 09月15日 | 13 | 三井理陽           | 自分のモノを使いな罪               | [ 41 ] |
| 09月22日 | 14 | 大原優乃           | 集めすぎはやめな罪                 | [ 43 ] |
| 10月05日 | 15 | 木島杏奈           | 手下にするのはやめな罪             | [ 45 ] |
| 10月12日 | 16 | 齋藤稜駿           | 意味不明なメッセージはやめてくだ罪 | [ 48 ] |
| 10月19日 | 17 | 中村嘉惟人         | 家でもシャキッとしな罪             | [ 51 ] |
| 10月26日 | 18 | 日比美思           | 人のことを気にしてくだ罪           | [ 54 ] |
| 11月09日 | 19 | 野村翔             | イバらないでくだ罪                 | [ 57 ] |
| 11月16日 | 20 | 田代ひかり         | 親の言うことを聞きな罪             | [ 60 ] |
| 11月23日 | 21 | 白坂奈々           | 言ったことはやってくだ罪           | [ 63 ] |
| 2011年   | 回 | 容疑者             | 罪状                               | 脚注   |
| 01月04日 | 22 | 小川向陽           | 人にたよるのはやめてくだ罪         | [ 65 ] |
| 01月10日 | 23 | 水本凛             | ブッ壊すのはやめてくだ罪           | [ 66 ] |
| 01月17日 | 24 | 伊藤元太           | ガッつくのはやめな罪               | [ 69 ] |
| 01月24日 | 25 | 玉川桃奈           | ビミョ〜だからやめな罪             | [ 72 ] |
| 02月07日 | 26 | 鎮西寿々歌         | アレがうる罪                       | [ 75 ] |
| 02月14日 | 27 | 長江崚行           | 仕事させてくだ罪                   | [ 76 ] |
| 02月21日 | 28 | 風戸蘭七           | 早くしな罪                         | [ 79 ] |

## 天てれ男子ライフセービング部
2010年度。「天てれ部活動」第8弾。活動内容はライフセービング。

### 出演者
- コーチ - 入谷拓哉
- 部員 - 上原陸、野村翔、三井理陽、浅野優惟
- ゲスト - 伊藤俊輔（第1話、最終話）

### 放送日程
2010年度1学期の水曜日（初回のみ木曜日）に放送。
1. 2010年4月01日 [3]
2. 2010年4月07日 [6]
3. 2010年4月14日 [9]
4. 2010年4月21日 [12]
5. 2010年5月05日 [15]
6. 2010年5月12日 [18]
7. 2010年5月19日 [21]
8. 2010年5月26日 [24]
9. 2010年6月09日 [27]

## 天てれチアリーディング部
2010年度。「天てれ部活動」第9弾。活動内容はチアリーディング。
コーナーロゴの表記は「TenTereチアリーディング部」。

### 出演者
- コーチ - 清水真利子
- 部員 - 上原陸、矢部昌暉、風戸蘭七、木島杏奈、中村嘉惟人、寺田朱里エステル、田代ひかり、岡田結実

### 放送日程
2010年度後期の水曜日に放送。
1. 2010年10月06日 [46]
2. 2010年10月13日 [49]
3. 2010年10月20日 [52]
4. 2010年10月27日 [55]
5. 2010年11月10日 [58]
6. 2010年11月17日 [61]
7. 2010年11月24日 [64]
8. 2011年01月05日 [87]
9. 2011年01月12日 [68]
10. 2011年01月19日 [71]
11. 2011年01月26日 [74]
12. 2011年02月09日 [89]
13. 2011年02月16日 [78]
14. 2011年02月23日 [94]

## 王子さまお姫さまを探せ!!
2010年度。2010年4月1日のみ木曜日、2010年4月7日から2011年1月5日は水曜日、2011年1月10日から2月21日は月曜日に放送。
1人のてれび戦士が、ある特技を持った小中学生のもとを訪ね、金メダルを渡す。その後、てれび戦士と紹介された子が勝負をする。年度途中から対決ではなく、てれび戦士がその特技に挑戦する方式になった。
| 2010年   | 特技               | さま | 場所           | てれび戦士         | 脚注   |
| -------- | ------------------ | ---- | -------------- | ------------------ | ------ |
| 04月01日 | けん玉             | お姫 | 兵庫県伊丹市   | 齊藤稜駿           | [ 3 ]  |
| 04月07日 | 漫才               | 王子 | 大阪府豊中市   | 白坂奈々           | [ 6 ]  |
| 04月14日 | レーシングカート   | 王子 | 大阪府羽曳野市 | 脇菜々香           | [ 9 ]  |
| 04月21日 | 口笛               | お姫 | 兵庫県芦屋市   | 長江崚行           | [ 12 ] |
| 05月05日 | バトントワリング   | お姫 | 千葉県千葉市   | 伊藤元太           | [ 15 ] |
| 05月12日 | 一輪車             | お姫 | 静岡県藤枝市   | 伊藤元太           | [ 18 ] |
| 05月19日 | 剣道               | 王子 | 京都府京都市   | 水本凜             | [ 21 ] |
| 05月26日 | 伊賀流忍者         | お姫 | 愛知県碧南市   | 水本凜             | [ 24 ] |
| 06月09日 | ヨーヨー           | 王子 | 埼玉県春日部市 | 斎藤安里奈ダイアナ | [ 27 ] |
| 06月16日 | ジャズピアノ       | 王子 | 埼玉県入間郡   | 斎藤安里奈ダイアナ | [ 30 ] |
| 06月23日 | 暗算               | お姫 | 神奈川県横浜市 | 小川向陽           | [ 33 ] |
| 09月08日 | マジック           | お姫 | 東京都練馬区   | 小川向陽           | [ 38 ] |
| 09月15日 | ドッジボール       | 王子 | 東京都大田区   | 鎮西寿々歌         | [ 41 ] |
| 09月22日 | なわとび           | 王子 | 千葉県柏市     | 鎮西寿々歌         | [ 43 ] |
| 10月06日 | サーフィン         | 王子 | 神奈川県中郡   | 上原陸             | [ 46 ] |
| 10月13日 | キックボクシング   | お姫 | 大阪市貝塚市   | 金子凜太朗         | [ 49 ] |
| 10月20日 | 津軽三味線         | 王子 | 茨城県日立市   | 斎藤安里奈ダイアナ | [ 52 ] |
| 10月27日 | パティシエ         | 王子 | 千葉県流山市   | 中村嘉惟人         | [ 55 ] |
| 11月10日 | ボウリング         | 王子 | 滋賀県長浜市   | 金子凜太朗         | [ 58 ] |
| 11月17日 | ディスクドッグ     | お姫 | 千葉県千葉市   | 白坂奈々           | [ 61 ] |
| 11月24日 | アコーディオン     | 王子 | 愛知県名古屋市 | 金子凜太朗         | [ 64 ] |
| 2011年   | 特技               | さま | 場所           | てれび戦士         | 脚注   |
| 01月05日 | フリークライミング | お姫 | 千葉県千葉市   | 三井理陽           | [ 87 ] |
| 01月10日 | BMX                | お姫 | 埼玉県秩父市   | 椋木ホセマルティン | [ 66 ] |
| 01月17日 | アーチェリー       | 王子 | 山梨県甲斐市   | 野村翔             | [ 69 ] |
| 01月24日 | 紙飛行機           | 王子 | 埼玉県北葛飾郡 | 上原陸             | [ 72 ] |
| 02月07日 | スケートボード     | 王子 | 東京都足立区   | 三井理陽           | [ 75 ] |
| 02月14日 | 障害馬術           | お姫 | 神奈川県藤沢市 | 當山優奈           | [ 76 ] |
| 02月21日 | 書道               | 王子 | 岩手県盛岡市   | 小川向陽           | [ 79 ] |

## 放課後レッスン
2010年度。2010年4月1日のみ木曜日、2010年4月14日から11月24日は水曜日、2011年1月は火曜日に放送。
「ガールズ通信社」の後継コーナー。毎回数人の女子てれび戦士が、その回のテーマに沿ってプレゼンを行う。

### 男子禁制!アッキーナの放課後レッスン
- 司会：南明奈

| 2010年  | タイトル                            | てれび戦士                                           | 脚注   |
| ------- | ----------------------------------- | ---------------------------------------------------- | ------ |
| 4月01日 | 春の高感度アップファッション        | 脇菜々香、水本凜、風戸蘭七                           | [ 3 ]  |
| 4月14日 | リメイクでオシャレ小物              | 鎮西寿々歌、田代ひかり、斎藤安里奈ダイアナ、岡田結実 | [ 9 ]  |
| 5月05日 | 気分が上がるお部屋                  | 松岡美羽、寺田朱里エステル、鎮西寿々歌               | [ 15 ] |
| 5月19日 | スキな男の子をドキッっとさせる作戦! | 當山優奈、木島杏奈、白坂奈々                         | [ 21 ] |
| 6月09日 | DECOでもっとHAPPYに!                | 脇菜々香、斎藤安里奈ダイアナ、岡田結実               | [ 27 ] |
| 6月23日 | 夏ファッションコーディネイト対決!   | 脇菜々香、斎藤安里奈ダイアナ、當山優奈、鎮西寿々歌   | [ 33 ] |
| 9月15日 | キモチが伝わる★ラブレター           | 當山優奈、寺田朱里エステル、鎮西寿々歌               | [ 41 ] |

### くみっきーの放課後レッスン
- 司会：舟山久美子

| 2010年   | タイトル                                    | てれび戦士                             | 脚注   |
| -------- | ------------------------------------------- | -------------------------------------- | ------ |
| 10月06日 | タンスのこやしをどうにかしたい!             | 斎藤安里奈ダイアナ、脇菜々香、水本凜   | [ 46 ] |
| 10月20日 | 男子の「ドキッ☆」を徹底検証!                | 斎藤安里奈ダイアナ、風戸蘭七、木島杏奈 | [ 52 ] |
| 11月10日 | 帽子のおしゃれなかぶり方                    | 脇菜々香、斎藤安里奈ダイアナ、木島杏奈 | [ 58 ] |
| 11月24日 | バッグの中身を拝見!                         | 脇菜々香、鎮西寿々歌、白坂奈々         | [ 64 ] |
| 2011年   | タイトル                                    | てれび戦士                             | 脚注   |
| 01月11日 | 奈々の私服でオシャレに着回し!               | 斎藤安里奈ダイアナ、脇菜々香、白坂奈々 | [ 67 ] |
| 01月25日 | みなさんの質問やお悩みに答えますスペシャル! | 斎藤安里奈ダイアナ、水本凜、鎮西寿々歌 | [ 73 ] |

## ダンス虎の穴
2010年度前期の水曜日に放送。
てれび戦士が謎のダンスマスター（演：振付稼業air:man、声：小森創介）と共にダンスのレッスンをするコーナー。
| 2010年  | テーマ                                                | てれび戦士                  | 脚注   |
| ------- | ----------------------------------------------------- | --------------------------- | ------ |
| 4月07日 | 「セカイカラー☆LOVE!」 の振付解説                     | 矢部昌暉 椋木ホセマルティン | [ 6 ]  |
| 4月14日 | 「セカイカラー☆LOVE!」 の振付解説                     | 矢部昌暉 椋木ホセマルティン | [ 9 ]  |
| 4月21日 | 「セカイカラー☆LOVE!」 の振付解説                     | 矢部昌暉 椋木ホセマルティン | [ 12 ] |
| 5月05日 | 翔みたいにかっこよく踊ろう!! BIGBANG「ガラガラ GO!!」 | 矢部昌暉 白坂奈々           | [ 15 ] |
| 5月12日 | 翔みたいにかっこよく踊ろう!! BIGBANG「ガラガラ GO!!」 | 矢部昌暉 白坂奈々           | [ 18 ] |
| 5月19日 | 翔みたいにかっこよく踊ろう!! BIGBANG「ガラガラ GO!!」 | 矢部昌暉 白坂奈々           | [ 21 ] |
| 5月26日 | 翔みたいにかっこよく踊ろう!! BIGBANG「ガラガラ GO!!」 | 矢部昌暉 白坂奈々           | [ 24 ] |
| 6月09日 | Lockダンス                                            | 矢部昌暉 鎮西寿々歌         | [ 27 ] |
| 6月16日 | Lockダンス                                            | 矢部昌暉 鎮西寿々歌         | [ 30 ] |
| 6月23日 | Lockダンス                                            | 矢部昌暉 鎮西寿々歌         | [ 33 ] |
| 9月08日 | 「アオゾラララ」 の振付解説                           | 矢部昌暉 田代ひかり         | [ 38 ] |
| 9月15日 | 「アオゾラララ」 の振付解説                           | 矢部昌暉 田代ひかり         | [ 41 ] |
| 9月22日 | 「アオゾラララ」 の振付解説                           | 矢部昌暉 田代ひかり         | [ 43 ] |

## 全国声優オーディション こえたまごっ!
2010年度2学期に放送。全国から声優志望のメンバーを大募集し、課題、レッスンをクリアし最終審査を勝ち残ると天てれオリジナルアニメ「アニメじゃん!」の声を演じられる夢の企画。
審査員は、たなかかずや、入江泰浩、千葉繁。
| 2010年   | 第1次審査                                      | 脚注    |
| -------- | ---------------------------------------------- | ------- |
| 09月06日 | 第1次審査の課題にてれび戦士が挑戦              | [ 36 ]  |
| 09月07日 | 課題1 いろんな登場人物を演じる 1               | [ 37 ]  |
| 09月08日 | 課題1 いろんな登場人物を演じる 2               | [ 38 ]  |
| 09月13日 | 課題2 恋する中学生の気持ちを演じる 1           | [ 39 ]  |
| 09月14日 | 課題2 恋する中学生の気持ちを演じる 2           | [ 40 ]  |
| 09月21日 | 課題3 写真にセリフ・ナレーションをつけて演じる | [ 42 ]  |
| 09月22日 | 合格者発表                                     | [ 43 ]  |
| 2010年   | ミスター声優のチバ塾                           | 脚注    |
| 09月22日 | 心をひとつにしろ!                              | [ 43 ]  |
| 10月04日 | 自分の声の領域を知るべし                       | [ 44 ]  |
| 10月05日 | 高い声・低い声を使ってキャラクターを演じ分けろ | [ 45 ]  |
| 10月11日 | 声だけで状況を分からせるべし! 1                | [ 47 ]  |
| 10月12日 | 声だけで状況を分からせるべし! 2                | [ 48 ]  |
| 10月13日 | 「あ〜」だけでも表現するべし!                  | [ 49 ]  |
| 10月18日 | イキの使い手になるべし! 1                      | [ 50 ]  |
| 10月19日 | イキの使い手になるべし! 2                      | [ 51 ]  |
| 2010年   | 第2次審査                                      | 脚注    |
| 10月25日 | ドラマのアフレコ 1                             | [ 53 ]  |
| 10月26日 | ドラマのアフレコ 2                             | [ 54 ]  |
| 10月27日 | ドラマのアフレコ 3 / 合格者発表 1              | [ 55 ]  |
| 11月08日 | 合格者発表 2                                   | [ 56 ]  |
| 11月09日 | 合格者発表 3                                   | [ 57 ]  |
| 11月15日 | 合格者発表 4                                   | [ 59 ]  |
| 11月16日 | 合格者発表 5                                   | [ 60 ]  |
| 2010年   | 最終審査                                       | 脚注    |
| 11月17日 | 台本を深く読む力があるか 1                     | [ 61 ]  |
| 11月22日 | 台本を深く読む力があるか 2                     | [ 62 ]  |
| 11月23日 | 台本を深く読む力があるか 3                     | [ 63 ]  |
| 11月29日 | 動きや空間を意識した演技 1                     | [ 85 ]  |
| 11月30日 | 動きや空間を意識した演技 2                     | [ 86 ]  |
| 12月01日 | 渋谷ドリームチャンピオン                       | [ 121 ] |

### アニメじゃん
アニメじゃん（あにめじゃん）は、2010年12月1日に「渋谷ドリームチャンピオン」内で放送された短編アニメである。天才てれびくんMAXの全国声優オーディション　こえたまごっ!で勝ち残った5人とてれび戦士4人、ガレッジセールがアフレコをした。

#### キャスト
- 恵子 - 木戸衣吹（中1）

主人公
- サトシ - 當山優奈

主人公の弟
- 恵子の友達 - 谷口美菜（中3）
- ヒロイン - 藤森さとみ（中3）
- イズミ - 近藤ひなの（中2）
- ヒーロー - 柿原右京（中3）
- おじいさん - 齊藤稜駿
- ピエロ - ゴリ

ヒロインの敵
- 怪獣 - 川田広樹、斎藤安里奈ダイアナ、浅野優惟

## 徹底検証!戦士の豪語
2010年度後期。2010年10月5日から2011年1月4日は火曜日、2011年1月24日から2月21日は月曜日に放送。
てれび戦士が豪語した特技を検証する。
- 天てれ学園 豪語検証委員会：ガレッジセール

| 2010年   | 豪語                                  | 挑戦者   | 注釈      | 出典   |
| -------- | ------------------------------------- | -------- | --------- | ------ |
| 10月05日 | 鬼ごっこで10対1でも逃げられる         | 長江崚行 | [ 注 70 ] | [ 45 ] |
| 10月12日 | フープが得意!                         | 14人     | [ 注 71 ] | [ 48 ] |
| 10月19日 | サッカーのリフティングが得意!         | 03人     | [ 注 72 ] | [ 51 ] |
| 11月09日 | 暗記が得意!                           | 03人     | [ 注 73 ] | [ 57 ] |
| 11月16日 | バスケットボールのフリースローが得意! | 04人     | [ 注 74 ] | [ 60 ] |
| 11月23日 | あっち向いてホイで負けたことがない!   | 矢部昌暉 | [ 注 75 ] | [ 63 ] |
| 2011年   | 豪語                                  | 挑戦者   | 注釈      | 出典   |
| 01月04日 | なわとびが得意!                       | 04人     | [ 注 76 ] | [ 65 ] |
| 01月24日 | 餃子5秒ぐらいで1個つつめます!!        | 木島杏奈 | [ 注 77 ] | [ 72 ] |
| 02月07日 | けん玉が得意!                         | 05人     | [ 注 78 ] | [ 75 ] |
| 02月14日 | 腕相撲なら誰にも負けない!             | 野村翔   | [ 注 79 ] | [ 76 ] |
| 02月21日 | 魚をさばくことなら誰にも負けない!     | 松岡美羽 | [ 注 80 ] | [ 79 ] |

## メンコファイター7
2010年度後期。2010年10月と11月は水曜日、2011年1月と2月は火曜日に放送。
てれび戦士7人がメンコで競う。

### キャスト・スタッフ
- 司会 - ガレッジセール
- プレイヤー - 齊藤稜駿、脇菜々香、矢部昌暉、鎮西寿々歌、金子凜太朗、斎藤安里奈ダイアナ、椋木ホセマルティン
- メンコマスター - 神谷僚一
- ナレーター - 松田佑貴

### ルール
出場人数は1試合4人。60センチ四方のバトルスクエアに山積みしてあるメンコを裏返すか、スクエア外に出すとポイントゲット。てれび戦士のメンコは1枚1ポイント、ガレッジセールのメンコは1枚5ポイント。3回連続優勝したメンコは殿堂入り。

### 第1試合
- 放送日：2010年10月6日 水曜 [46]

| てれび戦士 | メンコ               | 1 | 2 | 3  | 計 |
| ---------- | -------------------- | - | - | -- | -- |
| 金子凜太朗 | ひっくりカエル       | 0 | 0 | 01 | 01 |
| 脇菜々香   | 流行りの森ボーイ     | 0 | 0 | 0  | 0  |
| 矢部昌暉   | ボールも風も動くから | 0 | 0 | 0  | 0  |
| 齊藤稜駿   | 笑                   | 0 | 0 | 11 | 11 |

- 優勝：齊藤稜駿 笑

### 第2試合
- 放送日：2010年10月13日 水曜 [49]

| てれび戦士         | メンコ       | 1  | 2  | 3  | 計 |
| ------------------ | ------------ | -- | -- | -- | -- |
| 鎮西寿々歌         | 秋冬         | 0  | 0  | 0  | 0  |
| 斎藤安里奈ダイアナ | 曇りのち晴れ | 01 | 0  | 0  | 01 |
| 椋木ホセマルティン | レインボー   | 0  | 0  | 0  | 0  |
| 齊藤稜駿           | 笑           | 0  | 02 | 0x | 02 |

- 優勝：齊藤稜駿 笑

### 第3試合
- 前編放送日：2010年10月20日 水曜 [52]
- 後編放送日：2010年10月27日 水曜 [55]

| てれび戦士 | メンコ              | 1  | 2  | 3  | 4  | 計 |
| ---------- | ------------------- | -- | -- | -- | -- | -- |
| 金子凜太朗 | 2代目ひっくりカエル | 02 | 0  | 01 | 01 | 04 |
| 矢部昌暉   | メンコ命            | 01 | 01 | 02 | 0  | 03 |
| 脇菜々香   | こんにちは脇さん    | 01 | 02 | 0  | 0  | 03 |
| 齊藤稜駿   | 笑                  | 0  | 01 | 0  | 0- | 01 |

- 優勝：金子凜太朗 2代目ひっくりカエル

### 第4試合
- 放送日：2010年11月10日 水曜 [58]

| てれび戦士         | メンコ              | 1  | 2 | 3  | 計 |
| ------------------ | ------------------- | -- | - | -- | -- |
| 斎藤安里奈ダイアナ | おはなばたけ        | 0  | 0 | 0- | 0  |
| 鎮西寿々歌         | 「ゆ」と「ののの」  | 03 | 0 | 03 | 06 |
| 椋木ホセマルティン | はげしい天気        | 02 | 0 | 0- | 02 |
| 金子凜太朗         | 2代目ひっくりカエル | 03 | 0 | 0  | 03 |

- 優勝：鎮西寿々歌 「ゆ」と「ののの」

### 第5試合
- 放送日：2010年11月17日 水曜 [61]

| てれび戦士 | メンコ             | 1  | 2  | 計 |
| ---------- | ------------------ | -- | -- | -- |
| 齊藤稜駿   | 明るく花さけ       | 0  | 0  | 0  |
| 矢部昌暉   | カラフル7MENKO!!   | 02 | 18 | 20 |
| 脇菜々香   | 勝つか負けるか     | 0  | 0  | 0  |
| 鎮西寿々歌 | 「ゆ」と「ののの」 | 0  | 03 | 03 |

- 優勝：矢部昌暉 カラフル7MENKO!!

### 第6試合
- 放送日：2010年11月24日 水曜 [64]

| てれび戦士         | メンコ                         | 1  | 2  | 計 |
| ------------------ | ------------------------------ | -- | -- | -- |
| 斎藤安里奈ダイアナ | うさぎと虹が応援しているメンコ | 01 | 0  | 01 |
| 椋木ホセマルティン | 水の竜VS炎の空飛ぶ猛獣         | 0  | 03 | 03 |
| 金子凜太朗         | やばいねこ                     | 0  | 0  | 0  |
| 矢部昌暉           | カラフル7MENKO!!               | 0  | 0  | 0  |

- 優勝：椋木ホセマルティン 水の竜VS炎の空飛ぶ猛獣

### 第7試合
- 放送日：2011年1月11日 火曜 [67]

| てれび戦士         | メンコ                 | 1  | 2  | 計 |
| ------------------ | ---------------------- | -- | -- | -- |
| 齊藤稜駿           | たこたべ大だこ         | 01 | 04 | 05 |
| 脇菜々香           | あめのちはれ           | 02 | 0  | 02 |
| 鎮西寿々歌         | 天てれパワー最強♥      | 0  | 0  | 0  |
| 椋木ホセマルティン | 水の竜VS炎の空飛ぶ猛獣 | 0  | 0  | 0  |

- 優勝：齊藤稜駿 たこたべ大だこ

### 第8試合
- 放送日：2011年1月18日 火曜 [70]

| てれび戦士         | メンコ             | 1  | 2  | 計 |
| ------------------ | ------------------ | -- | -- | -- |
| 斎藤安里奈ダイアナ | ダイアナとダイアナ | 0  | 0  | 0  |
| 矢部昌暉           | 風のすけ           | 02 | 0  | 02 |
| 金子凜太朗         | 風                 | 01 | 07 | 08 |
| 齊藤稜駿           | たこたべ大だこ     | 04 | 02 | 06 |

- 優勝：金子凜太朗 風

### 第9試合
- 放送日：2011年1月25日 火曜 [73]

| てれび戦士         | メンコ                               | 1  | 2  | 計 |
| ------------------ | ------------------------------------ | -- | -- | -- |
| 鎮西寿々歌         | さいしょになくてさいごにあるでんとう | 0  | 0  | 0  |
| 椋木ホセマルティン | サンサンファイア                     | 0  | 0  | 0  |
| 脇菜々香           | 「ちゃぴんる」と「ちゃるぴる」       | 0  | 0  | 0  |
| 金子凜太朗         | 風                                   | 01 | 0x | 01 |

- 優勝：金子凜太朗 風

### 第10試合
- 放送日：2011年2月8日 火曜 [88]

| てれび戦士         | メンコ         | 1  | 2  | 計 |
| ------------------ | -------------- | -- | -- | -- |
| 矢部昌暉           | ラッキーセブン | 01 | 03 | 04 |
| 斎藤安里奈ダイアナ | バナナのかわ   | 01 | 0  | 01 |
| 齊藤稜駿           | さぼてんまん   | 0  | 09 | 09 |
| 金子凜太朗         | 風             | 17 | 0x | 17 |

- 優勝：金子凜太朗 風（殿堂入り）

### 最強ファイター決定ガチンコバトル
| 放送日         | 先攻               | 先攻 | 後攻 | 後攻       | 脚注   |
| -------------- | ------------------ | ---- | ---- | ---------- | ------ |
| 2011年 2月15日 | 脇菜々香           | 09   | 05   | 川ちゃん   | [ 77 ] |
| 2011年 2月15日 | 椋木ホセマルティン | 02   | 06   | ゴリ       | [ 77 ] |
| 2011年 2月15日 | 矢部昌暉           | 02   | 04   | 神谷僚一   | [ 77 ] |
| 2011年 2月15日 | 齊藤稜駿           | 06   | 05   | 鎮西寿々歌 | [ 77 ] |
| 2011年 2月22日 | 斎藤安里奈ダイアナ | 05   | 04   | 脇菜々香   | [ 80 ] |
| 2011年 2月22日 | 齊藤稜駿           | 02   | 03   | 金子凜太朗 | [ 80 ] |
| 2011年 2月22日 | 斎藤安里奈ダイアナ | 0    | 07   | ゴリ       | [ 80 ] |
| 2011年 2月22日 | 神谷僚一           | 11   | 0    | 金子凜太朗 | [ 80 ] |
| 2011年 2月22日 | ゴリ               | 12   | 08   | 神谷僚一   | [ 80 ] |

- 優勝：ゴリ

## 至福のひととき
2010年度後期。てれび戦士が「至福のひととき」のために自分で努力する。ナレーションは成田紗矢香。

### 第1回 水本凜
- 放送日：2010年10月26日 火曜 [54]
- てれび戦士：水本凜
- 至福のひととき：お母さんのひざ枕で「耳かき」してもらうとき
- 内容
  - 愛知県名古屋市にある耳専門のエステサロンで纐纈美和子から耳掃除のアドバイス
  - 耳かき職人の清水恭の指導の下、オリジナル耳かき作り
  - お母さんのひざ枕で耳かき

### 第2回 小川向陽
- 放送日：2011年02月22日 火曜 [80]
- てれび戦士：小川向陽
- 至福のひととき：温泉でコーヒー牛乳を飲むとき
- 内容
  - 栃木県那須町の牧場で牛乳を搾る
  - 雪道を3時間を歩いて栃木県日光市にある手白澤温泉へ向かう

## ガチガレッジ
2010年度に放送された1分枠のコーナー。
ガレッジセールとてれび戦士の一対一のガチンコ勝負。ゲームに参加しないガレッジセールのメンバーが司会を担当する。
通常回の通算成績はガレッジセール37勝、てれび戦士32勝、引き分け13。
| 2010年   | GS   | てれび戦士         | てれび戦士 | ゲーム                                                                     |
| -------- | ---- | ------------------ | ---------- | -------------------------------------------------------------------------- |
| 03月30日 | 川田 | 鎮西寿々歌         | ●          | 20秒間で靴ひもをいくつの穴にとおすことができるか?                          |
| 04月01日 | 川田 | 中村嘉惟人         | △          | 20秒間でサイコロをいくつ積み上げることができるか?                          |
| 04月05日 | ゴリ | 長江崚行           | ○          | ストップウォッチを正確に10秒で止めることができるか?                        |
| 04月06日 | ゴリ | 寺田朱里エステル   | ○          | 20秒間で大豆をいくつ となりの皿へうつすことができるか?                     |
| 04月07日 | ゴリ | 脇菜々香           | △          | 20秒間でペットボトルをいくつ ふた・ラベル・ボトルに分別できるか?           |
| 04月12日 | 川田 | 當山優奈           | ○          | 中の水を飲んで ペットボトルの重さを300グラムにできるか?                    |
| 04月13日 | 川田 | 上原陸             | ○          | 20秒間でどちらが早く針に糸を通すことができるか?                            |
| 04月14日 | 川田 | 齊藤稜駿           | ○          | 20秒間でいくつカプセルを開けることができるか?                              |
| 04月19日 | ゴリ | 白坂奈々           | ●          | 20秒間で財布からちょうど2648円を取り出すことができるか?                    |
| 04月20日 | ゴリ | 伊藤元太           | ○          | 20秒間でどちらが早く枕カバーの交換ができるか?                              |
| 04月21日 | ゴリ | 浅野優惟           | ●          | 20秒間でストローを使ってどちらが多くのピンポン球をうつせるか?              |
| 05月03日 | 川田 | 水本凜             | ●          | 本のちょうど300ページをひらくことができるか?                               |
| 05月04日 | 川田 | 田代ひかり         | ○          | リボンをちょうど30センチの長さに切ることができるか?                        |
| 05月05日 | 川田 | 野村翔             | ○          | 20秒間で箱をきれいにラッピングする                                         |
| 05月10日 | ゴリ | 小川向陽           | ●          | 20秒間でどちらが高く角砂糖を積み上げられるか?                              |
| 05月11日 | ゴリ | 風戸蘭七           | ○          | 10秒間でどちらがきれいにワイシャツをたためるか?                            |
| 05月12日 | ゴリ | 斎藤安里奈ダイアナ | ○          | どちらが早く鉛筆を削ることができるか?                                      |
| 05月17日 | 川田 | 矢部昌暉           | ●          | 20秒間でどちらが早くケーキの箱を組み立てられるか?                          |
| 05月18日 | 川田 | 椋木ホセマルティン | ●          | 10秒間でどちらが長く紙粘土をのばせるか?                                    |
| 05月19日 | 川田 | 松岡美羽           | ○          | どちらが早く紙を2枚シュレッダーできるか?                                   |
| 05月24日 | ゴリ | 岡田結実           | ●          | 袋の中に硬貨がいくら入っているのか当ててもらう                             |
| 05月25日 | ゴリ | 三井理陽           | △          | 20秒間でどちらが高く紙コップを積み上げられるか?                            |
| 05月26日 | ゴリ | 金子凜太朗         | ●          | どちらが牛丼を正確に800グラム盛りつけることができるか?                     |
| 06月07日 | 川田 | 木島杏奈           | ●          | サイコロを2つ転がして どちらが先にサイコロの目の合計7を出すことができるか? |
| 06月08日 | 川田 | 上原陸             | ●          | ざるそばを食べてザルの重さと合わせて300グラムちょうどにできるか?           |
| 06月09日 | 川田 | 伊藤元太           | △          | 20秒間で大きさの違うバラバラのカプセルをどれだけ合わせることができるか?    |
| 06月14日 | ゴリ | 寺田朱里エステル   | ●          | カレーライスをお皿に盛りつけて800グラムちょうどにできるか?                 |
| 06月15日 | ゴリ | 風戸蘭七           | ○          | 15秒間でバスタオルをきれいに何枚たたむことができるか?                      |
| 06月16日 | ゴリ | 田代ひかり         | ●          | お皿にイチゴを200グラムちょうどに盛り付ける                                |
| 06月21日 | 川田 | 浅野優惟           | ○          | 10秒間で形の違う積み木をどれだけ高く積めるか?                              |
| 06月22日 | 川田 | 中村嘉惟人         | ○          | 20秒間で鉛筆を何本立てられるか?                                            |
| 06月23日 | 川田 | 水本凜             | ○          | 15秒間で糸にビーズを何個通せるか?                                          |
| 09月06日 | ゴリ | 齊藤稜駿           | ●          | どちらが長くひと息で笛を吹き続けられるか?                                  |
| 09月07日 | ゴリ | 脇菜々香           | ●          | 15秒間で顔・腕・腰につけた歩数計の合計が多いほうが勝ち                     |
| 09月08日 | ゴリ | 三井理陽           | ○          | 20秒間でどちらがアルミ缶を多くつぶせるか?                                  |
| 09月13日 | 川田 | 金子凜太朗         | ●          | ストップウォッチを2つおして合計15秒にできるか?                             |
| 09月14日 | 川田 | 斎藤安里奈ダイアナ | △          | 小さい玉をひとつかみで10個を取れるか?                                      |
| 09月15日 | 川田 | 小川向陽           | ○          | お盆の上にいくつピンポン玉をのせられるか?                                  |
| 09月20日 | ゴリ | 野村翔             | △          | 20秒間でどちらがたくさん水風船をすくえるか?                                |
| 09月21日 | ゴリ | 岡田結実           | △          | 20秒間でどちらが多く金魚をすくえるか?                                      |
| 09月22日 | ゴリ | 鎮西寿々歌         | ●          | 20秒間でどちらがたくさんのウナギを手づかみできるか?                        |
| 10月04日 | ゴリ | 脇菜々香           | ○          | 20秒間でペットボトルをいくつ ふた・ラベル・ボトルに分別できるか?           |
| 10月05日 | ゴリ | 三井理陽           | △          | 20秒間でどちらが高く紙コップを積み上げられるか?                            |
| 10月06日 | ゴリ | 岡田結実           | ●          | 20秒間でどちらが多く金魚をすくえるか?                                      |
| 10月11日 | 川田 | 中村嘉惟人         | ●          | 20秒間でサイコロをいくつ積み上げることができるか?                          |
| 10月12日 | 川田 | 伊藤元太           | ○          | 20秒間で大きさの違うバラバラのカプセルをどれだけ合わせることができるか?    |
| 10月13日 | 川田 | 斎藤安里奈ダイアナ | △          | 小さい玉をひとつかみで10個を取れるか?                                      |
| 10月18日 | ゴリ | 椋木ホセマルティン | ●          | 350mlの缶ジュースをきっちり半分（175ml）飲めるか?                          |
| 10月19日 | ゴリ | 金子凜太朗         | ●          | 500mlのペットボトルの飲み物をきっちり半分（250ml）飲めるか?                |
| 10月20日 | ゴリ | 齊藤稜駿           | ●          | 180mlの紙パックの牛乳をきっちり半分（90ml）飲めるか?                       |
| 10月25日 | 川田 | 田代ひかり         | ●          | 20秒間でどちらがイクラを箸で多く右から左へ移動できるか?                    |
| 10月26日 | 川田 | 鎮西寿々歌         | ●          | 20秒間でどちらがスポイトで水を多く移動できるか?                            |
| 10月27日 | 川田 | 水本凜             | ●          | 20秒間でどちらがピンポン球をスプーンで多く移動できるか?                    |
| 11月08日 | 川田 | 矢部昌暉           | △          | 20秒間でどちらが紙を正確に数えることができるか?                            |
| 11月09日 | 川田 | 木島杏奈           | △          | 20秒間でどちらがクリップを正確に数えることができるか?                      |
| 11月10日 | 川田 | 金子凜太朗         | ○          | 20秒間でどちらがTシャツの枚数を正確に数えることができるか?                 |
| 11月15日 | ゴリ | 中村嘉惟人         | ○          | 20秒間で5円玉と50円玉を多く仕分けることができるか?                         |
| 11月16日 | ゴリ | 椋木ホセマルティン | ○          | 20秒間でスプーンとフォークを多く仕分けることができるか?                    |
| 11月17日 | ゴリ | 寺田朱里エステル   | ○          | 20秒間で長さの違うリボンを多く仕分けることができるか?                      |
| 11月22日 | ゴリ | 脇菜々香           | ○          | 15秒間でおでん300グラム分を盛り付ける                                      |
| 11月23日 | ゴリ | 松岡美羽           | ●          | 15秒間でクリームシチュー200グラム分を盛りつける                            |
| 11月24日 | ゴリ | 白坂奈々           | ○          | 15秒間で水餃子200グラム分を盛り付ける                                      |
| 2011年   | GS   | てれび戦士         | てれび戦士 | ゲーム                                                                     |
| 01月04日 | 川田 | 上原陸             | ●          | 15秒間 見た目で長靴のサイズを当てる                                        |
| 01月05日 | 川田 | 岡田結実           | ○          | 15秒間 見た目でテニスラケットのサイズを当てる                              |
| 01月10日 | ゴリ | 當山優奈           | ○          | 20秒間でどちらがレジ袋をきれいに三角に折りたためるか?                      |
| 01月11日 | ゴリ | 椋木ホセマルティン | ○          | 15秒間でどちらが洗濯物を多く干すことができるか?                            |
| 01月12日 | ゴリ | 伊藤元太           | △          | 15秒間でどちらが多く雑巾を絞ることができるか?                              |
| 01月17日 | 川田 | 斎藤安里奈ダイアナ | ●          | 10秒間でぴったり27センチの線を引けるか?                                    |
| 01月18日 | 川田 | 小川向陽           | ○          | 10秒間でぴったり65度の角度を書けるか?                                      |
| 01月19日 | 川田 | 長江崚行           | ●          | 15秒間でぴったり直径15センチの円を書けるか?                                |
| 01月24日 | ゴリ | 金子凜太朗         | ●          | 20秒間でどちらが早く輪ゴムを10コつなげられるか?                            |
| 01月25日 | ゴリ | 浅野優惟           | ○          | 20秒間で赤と緑の輪ゴムを仕分けることができるか?                            |
| 01月26日 | ゴリ | 野村翔             | ●          | 20秒間で輪ゴムの指鉄砲で消しゴムをいくつ倒せるか?                          |
| 02月07日 | 川田 | 鎮西寿々歌         | ●          | 15秒間 見るだけでつまようじの本数を当てる                                  |
| 02月08日 | 川田 | 木島杏奈           | ○          | 20秒間 見るだけで熱帯魚の数を当てる                                        |
| 02月09日 | 川田 | 矢部昌暉           | ○          | 15秒間 見るだけでビー玉の数を当てる                                        |
| 02月14日 | ゴリ | 水本凜             | ●          | 10秒間でぴったり7m後ろ向きに歩く                                           |
| 02月15日 | ゴリ | 三井理陽           | ●          | 10秒間でぴったり1m足を開く                                                 |
| 02月16日 | ゴリ | 齊藤稜駿           | △          | 15秒間でどっちが多くスキップで机の周りをまわれるか?                        |
| 02月21日 | 川田 | 中村嘉惟人         | ●          | 10秒間で50個の数字の中に3はいくつあるか?                                   |
| 02月22日 | 川田 | 田代ひかり         | ●          | 10秒間で50個のトランプの記号の中にハートはいくつあるか?                    |
| 02月23日 | 川田 | 風戸蘭七           | ●          | 9つの果物の並ぶ画像を10秒見て10秒でその通り並べる                          |

ガチガレッジ・リベンジ
2011年2月23日放送。ガチガレッジで成績の悪かったてれび戦士4人がガレッジセールと再対決。
| GS   | てれび戦士 | てれび戦士 | ゲーム                                      |
| ---- | ---------- | ---------- | ------------------------------------------- |
| 川田 | 田代ひかり | ○          | 30秒間でイクラを箸で移動                    |
| ゴリ | 水本凜     | ●          | 30秒間で2本のスプーンでピンポン玉を多く移動 |
| 川田 | 金子凜太朗 | ○          | 30秒間で机の上に鉛筆を多く立てる            |
| ゴリ | 鎮西寿々歌 | ●          | 30秒間で顔・腕・腰につけた歩数計の合計      |
| 2人  | 上記4人    | ○          | 段ボールリレー                              |

## 天てれ1分劇場
2010年度。1分間のミニコーナー。

### 天てれ稜駿伝
月曜日に放送。齊藤稜駿が、坂本龍馬の真似をして、世の中の「訴え」に一言物申すコーナー。これは齊藤の名前が坂本龍馬と同じ「りょうま」であることに由来する。12月でこのコーナーの元となった龍馬伝の終了に伴い、コーナー自体も終了。
放送日程
1. 2010年03月29日
布団で二度寝をするのが大好きです。
2. 2010年04月05日
稜駿は横断歩道を白い所を踏んで渡りますか?
3. 2010年04月12日
給食にリンゴの入ったポテトサラダがあるのですが、リンゴはフルーツなのでおかずに入れるのはおかしい。
4. 2010年04月19日
目玉焼きには醤油よりソースですよね?
5. 2010年05月03日
3分のカップめんを1分30秒で食べます。ほどよい硬さでおいしいですよ。
6. 2010年05月10日
歩いていると前にいる人を抜きたくなる。稜駿さんも抜きたくなることありますよね。
7. 2010年05月17日
これまでウケたギャグが124個中12個です。この数字どうなんですかね?
8. 2010年05月24日
キャンディーをカリカリ噛んでしまうのですが、噛んだ方がおいしいですよね?
9. 2010年06月07日
自分の使うものに「〜吉」と名前を付けます。稜駿さんもモノに名前を付けてみてください。
10. 2010年06月14日
僕はマヨネーズなしには生きていけません。どう思いますか?
11. 2010年06月21日
寝る前に自分の夢を口に出して寝ます。すると願いごとが叶うんです。
12. 2010年09月06日
略語にはまってます。稜駿さんもいろいろ考えてみて下さい。
13. 2010年09月13日
最近おじさん化しています。稜駿さんはおじさん化してませんか?
14. 2010年09月20日
マンガを読むとき後ろから読みます。
15. 2010年10月04日
ダジャレを言うのが大好きです。稜駿さんは得意なダジャレがありますか?
16. 2010年10月11日
何でも凍らせて食べるのにハマってます。
17. 2010年10月18日
どんなものでもニオイを嗅ぎます。稜駿さんは好きなニオイはありますか?
18. 2010年10月25日
一日一回耳掃除しないと気がすみません。稜駿さんは毎日しないと気がすまないことはありますか?
19. 2010年11月08日
一日一善という言葉を覚えてから一日一回何かいい事をするように心がけています。稜駿さんは一日三善をするそうですが、どんな事をするんですか?
20. 2010年11月29日
忘れ物をよくします。忘れ物を絶対にしない稜駿さん、いい方法を教えてください。
21. 2010年12月06日
授業中よくトイレに行きたくなります。恥ずかしい目にあわずにトイレに行く方法はないですか？
22. 2010年12月15日
恥ずかしいことをしたとき、「穴があったら入りたい」と言いますが、穴以外にも入っていいと思います。稜駿さんはどこに入ったらいいと思いますか?
23. 2010年12月29日
遠足や修学旅行で写真をとるとき、いつもタイミングが悪く変な顔でとられてしまいます。かっこよく写真にうつる方法を教えてください。
24. 2010年12月30日
魚がキライです。魚を食べられるようになるいい方法はないですか?

### 天てれかしまし娘
火曜日に放送。脇菜々香、鎮西寿々歌、岡田結実が出演。テーマに沿って鎮西と岡田がぼけて、それに対して脇が突っ込みを入れる。脇がぼけた事もあるが、結局は突っ込む展開だった。5月より岡田に代わり斎藤安里奈ダイアナが出演。その後、小川向陽と椋木ホセマルティンが女装して出演したり、水本凜や白坂奈々も登場したりと、脇以外は固定されていない。
| 2010年   | テーマ                               | てれび戦士                               |
| -------- | ------------------------------------ | ---------------------------------------- |
| 03月30日 | 友達に言われたらショックな一言       | 脇菜々香、鎮西寿々歌、岡田結実           |
| 04月06日 | 男の人になったらやってみたいこと     | 脇菜々香、鎮西寿々歌、岡田結実           |
| 04月13日 | お父さんがよく言うオヤジギャグ       | 脇菜々香、鎮西寿々歌、岡田結実           |
| 04月20日 | お母さんごめんなさい!!               | 脇菜々香、鎮西寿々歌、岡田結実           |
| 05月04日 | クラスでやってみたい係               | 脇菜々香、鎮西寿々歌、斎藤安里奈ダイアナ |
| 05月11日 | 言ってみたいセリフ                   | 脇菜々香、鎮西寿々歌、斎藤安里奈ダイアナ |
| 05月18日 | やめられないこと                     | 脇菜々香、鎮西寿々歌、斎藤安里奈ダイアナ |
| 05月25日 | 流れ星に願い事をするなら             | 脇菜々香、鎮西寿々歌、斎藤安里奈ダイアナ |
| 06月08日 | 世の大人に言いたいひと言             | 脇菜々香、鎮西寿々歌、岡田結実           |
| 06月15日 | 私の小さな幸せ                       | 脇菜々香、鎮西寿々歌、岡田結実           |
| 06月22日 | お母さんの口癖                       | 脇菜々香、鎮西寿々歌、岡田結実           |
| 09月07日 | 私のどうでもいい自慢                 | 脇菜々香、鎮西寿々歌、岡田結実           |
| 09月14日 | これってわたしだけ?                  | 脇菜々香、鎮西寿々歌、岡田結実           |
| 09月21日 | 1回だけ魔法が使えるなら?             | 脇菜々香、鎮西寿々歌、岡田結実           |
| 10月05日 | ロボットが言いそうなこと             | 脇菜々香、小川向陽、斎藤安里奈ダイアナ   |
| 10月12日 | 世界一すっぱい梅干しを食べたときの顔 | 脇菜々香、小川向陽、斎藤安里奈ダイアナ   |
| 10月19日 | お殿様になってひと言!                | 脇菜々香、小川向陽、椋木ホセマルティン   |
| 10月26日 | 海のある都道府県 海のない都道府県    | 脇菜々香、小川向陽、椋木ホセマルティン   |
| 11月15日 | 傘になってひとこと                   | 脇菜々香、小川向陽、白坂奈々             |
| 11月30日 | 学校の先生が言いそうなこと           | 脇菜々香、小川向陽、白坂奈々             |
| 12月07日 | マサチューセッツ州を3回いう          | 脇菜々香、小川向陽、白坂奈々             |
| 2011年   | テーマ                               | てれび戦士                               |
| 01月05日 | マイナス50度の冷蔵庫でレポート       | 脇菜々香、小川向陽、白坂奈々             |
| 01月19日 | 冷蔵庫になってひと言                 | 脇菜々香、小川向陽、白坂奈々             |
| 02月03日 | 黒板消しになってひとこと             | 脇菜々香、小川向陽、水本凜               |
| 02月15日 | 掃除機になってひとこと               | 脇菜々香、小川向陽、水本凜               |
| 03月07日 | 自分がいっていそうな寝言             | 脇菜々香、小川向陽、水本凜               |
| 03月22日 | 除雪車除雪作業中を3回言う            | 脇菜々香、小川向陽、鎮西寿々歌           |

### いつか使えるフランス語講座
水曜日に放送。寺田朱里エステルがいつか使えるフランス語のフレーズを、ユーモアを交えて紹介する。フランス語監修・指導は北村亜矢子。
放送日程
1. 2010年04月01日
Passe-moi la sauce de soja, s'il te plaît.
しょう油取って
2. 2010年04月07日
Es-tu un herbivore?
あなたは草食系男子ですか?
3. 2010年04月14日
Plus les garçons courent vite, plus ils ont du succès auprès des filles.
男子は足が速ければ速いほど、モテる傾向にあります
4. 2010年04月21日
Je vais te sucer le sang.
血い吸うたろか
5. 2010年05月05日
Sur place ou à emporter?
店内でお召し上がりですか? それともお持ち帰りですか?
6. 2010年05月12日
Bienvenue!
いらっしゃ〜い!
7. 2010年05月19日
Multi-clonage!
分身の術!
8. 2010年05月26日
Vous avez la forme? Quand ça va bien, tout est possible.
元気ですかー?元気があれば、なんでもできる
9. 2010年06月09日
Mais pourquoi donc?
なんでやねん
10. 2010年06月16日
Tu peut me le réchauffer au micro-ondes, s'il te plaît?
レンジでチンして〜!
11. 2010年06月23日
Ça va pas le faire!!
ダメだこりゃ!
12. 2010年09月08日
Suivez la voiture devant nous.
前の車を追ってくれ!
13. 2010年09月15日
Nous ne sommes pas là pour le moment. Veuillez laisser un message après la bip sonore.
ただいま留守にしております。発信音のあとにメッセージをいれてください
14. 2010年10月06日
OK! ça va, Je m'excuse!
どうもすいませんでした
15. 2010年10月20日
Je vous réchauffe votre panier-repas?
お弁当あたためますか?
16. 2010年10月27日
Attention, le chemin du retour fait aussi partie de la sortie.
家に帰るまでが遠足だぞ!
17. 2010年11月09日
Veuillez ne pas dépasser la ligne blanche.
白線の内側にお下がりください
18. 2010年11月22日
Je répète votre commande.
ご注文繰り返させていただきます
19. 2011年01月04日
Ça va!
元気だよ
20. 2011年01月11日
C'est bon!
おいしい
21. 2011年01月19日
C'est cher!
（値段が）高い!
22. 2011年01月25日
Évidemment!
もちろん
23. 2011年02月02日
Hoquet
くしゃみ
24. 2011年02月03日
C'est combien?
いくらですか?
25. 2011年02月08日
J'ai faim.
おなかすいた
26. 2011年02月22日
Merci beaucoup
ありがとう

## 天てれ川柳
2010年度。毎回一人のてれび戦士が出演し、自作の川柳を披露する。
| 2010年   | 回 | てれび戦士         | 川柳                                     |
| -------- | -- | ------------------ | ---------------------------------------- |
| 04月05日 | 01 | 齊藤稜駿           | 絶対に 一位をとるぞ お笑いで             |
| 04月06日 | 02 | 風戸蘭七           | なぜだろう ウィンクすると 口動く         |
| 04月07日 | 03 | 小川向陽           | 雑学が 難しすぎて 伝わらない             |
| 04月12日 | 04 | 矢部昌暉           | おかあさん おなかのお肉 鏡もち           |
| 04月13日 | 05 | 中村嘉惟人         | 標準語 しゃべったつもりが なまってた     |
| 04月14日 | 06 | 脇菜々香           | あまりにも 下手くそすぎる 人物画         |
| 04月19日 | 07 | 金子凜太朗         | 天才と 言われ続けて はや10年             |
| 04月20日 | 08 | 當山優奈           | かりんとう なぜか顔に ついている         |
| 04月21日 | 09 | 野村翔             | 有名だ それは夢だよ 勘違い               |
| 05月03日 | 10 | 浅野優惟           | おじいちゃん ラジオに向かって ごあいさつ |
| 05月04日 | 11 | 白坂奈々           | いろいろな 人になれるよ 女優さん         |
| 05月05日 | 12 | 上原陸             | 明日こそ 絶対起きる 目覚ましで           |
| 05月10日 | 13 | 水本凜             | 新しい 消しゴム買ったら 顔をかく         |
| 05月11日 | 14 | 椋木ホセマルティン | おふとんが 風にあおられ ふっとんだ       |
| 05月12日 | 15 | 伊藤元太           | 外は雨 本当のアメ 降ったらな             |
| 05月17日 | 16 | 岡田結実           | 岡田結実 おっちょこちょいは 親ゆずり     |
| 05月18日 | 17 | 三井理陽           | サッカーで かっこつけては 足ひねる       |
| 05月19日 | 18 | 斎藤安里奈ダイアナ | ショッピング 父さん無言で ついてくる     |
| 05月24日 | 19 | 田代ひかり         | 朝起きて ソファーの上で 二度寝する       |
| 05月25日 | 20 | 長江崚行           | 新企画 マイムバトラー やろうかな         |
| 05月26日 | 21 | 寺田朱里エステル   | フランス語 習ったけれど 使わない         |
| 06月07日 | 22 | 鎮西寿々歌         | ハイチーズ おめめがいつも 半開き         |
| 06月08日 | 23 | 木島杏奈           | 学校で 変顔したら シンとする             |
| 06月14日 | 24 | 松岡美羽           | 両親の 方言混じって 意味不明             |
| 06月15日 | 25 | 齊藤稜駿           | なぜだろう 音に合わせて 踊ってる         |
| 06月16日 | 26 | 中村嘉惟人         | 百点だ だけど名前 書き忘れ               |
| 06月21日 | 27 | 岡田結実           | ものまねが マニアックすぎて ウケないの   |
| 06月22日 | 28 | 伊藤元太           | 怒られた 次の日ごはん ドキドキだ         |
| 06月28日 | 29 | 寺田朱里エステル   | どうしても オヤジギャグは 無視される     |
| 09月20日 | 30 | 脇菜々香           | ロケは雨 いつからだろう 雨女             |
| 12月09日 | 31 | 椋木ホセマルティン | 上ばきを 洗い忘れて 大ピンチ             |
| 2011年   | 回 | てれび戦士         | 川柳                                     |
| 03月10日 | 32 | 三井理陽           | とっとくと 父さんじろり ねらってる       |
| 03月29日 | 33 | 矢部昌暉           | ふろあがり こしに手をあて いっき飲み     |
| 03月29日 | 34 | 斎藤安里奈ダイアナ | どうしよう 前と後ろが 逆だった           |

## おたよりしょうかいコーナー
2010年度の夏休みに放送。てれび戦士2人が視聴者からのお便りを紹介する1分枠のミニコーナー。
| 放送日         | おたより / てれび戦士 | 脚注    |
| -------------- | --- | ------- |
| 2010年 7月12日 | 天てれのホームページ「ひがわり戦士」で 菜々香ちゃんが家で飼ってみたい動物を 結実ちゃんにしてましたがどういうことですか?脇菜々香、岡田結実 | [ 122 ] |
| 2010年 7月13日 | 6月10日の木曜生放送で金子凜太朗くんが 大阪環状線の駅の名前を言おうと していたのですが本当に全部言えるのですか?三井理陽、金子凜太朗        | [ 123 ] |
| 2010年 7月14日 | 焼き鳥のタレと塩、どっちが好きですか?脇菜々香、小川向陽                                                                                   | [ 124 ] |
| 2010年 7月15日 | 理陽くんは休みの日何をしていますか?三井理陽、金子凜太朗                                                                                   | [ 95 ]  |
| 2010年 7月19日 | この顔は誰にも負けないという変顔はありますか?脇菜々香、小川向陽                                                                           | [ 96 ]  |
| 2010年 7月21日 | 稜駿くんはなんで下唇が強いんですか?齊藤稜駿、三井理陽                                                                                     | [ 98 ]  |
| 2010年 7月22日 | 明日、地球が消滅すると言われたら 何をしておきますか?教えてください金子凜太朗、岡田結実                                                    | [ 99 ]  |
| 2010年 7月26日 | なんで稜駿は面白くないんですか?教えてください。齊藤稜駿、岡田結実                                                                         | [ 100 ] |
| 2010年 7月27日 | 寿々歌ちゃんは モノマネをがんばっているといっていたので アントニオ猪木以外のモノマネってできますか?脇菜々香、鎮西寿々歌                   | [ 101 ] |
| 2010年 7月28日 | 最近 驚いたことは何ですか?田代ひかり、白坂奈々                                                                                            | [ 102 ] |
| 2010年 7月29日 | もし無人島に一人で残されてしまったら、まず何をしますか?齊藤稜駿、鎮西寿々歌                                                               | [ 103 ] |
| 2010年 8月02日 | 寝る前に必ずすることはありますか?脇菜々香、椋木ホセマルティン                                                                             | [ 125 ] |
| 2010年 8月03日 | 知っている一番難しい漢字を教えてください田代ひかり、白坂奈々                                                                              | [ 126 ] |
| 2010年 8月04日 | 最近聞いた怖い話を教えてください脇菜々香、寺田朱里エステル                                                                                | [ 127 ] |
| 2010年 8月05日 | 初恋は何歳のときですか?寺田朱里エステル、鎮西寿々歌                                                                                       | [ 128 ] |
| 2010年 8月10日 | てれび戦士のみなさんは何が苦手ですか?寺田朱里エステル、椋木ホセマルティン                                                                 | [ 117 ] |
| 2010年 8月11日 | 給食で一番好きなメニューを教えてください脇菜々香、三井理陽                                                                                | [ 118 ] |
| 2010年 8月18日 | 夏の暑さを乗り切る方法を教えてください鎮西寿々歌、三井理陽                                                                                | [ 129 ] |
| 2010年 8月19日 | 自分が一番落ち着く場所はどこですか?野村翔、白坂奈々                                                                                       | [ 130 ] |
| 2010年 8月23日 | 生まれ変わるとしたら何になりたいですか?白坂奈々、椋木ホセマルティン                                                                       | [ 131 ] |
| 2010年 8月24日 | お母さんから「何でも好きなもの買ってあげるよ」と言われたら何を買いますか?寺田朱里エステル、椋木ホセマルティン                             | [ 132 ] |
| 2010年 8月25日 | 今までに見た珍しい動物を教えてください齊藤稜駿、寺田朱里エステル                                                                          | [ 133 ] |

## 夏合宿2010

### 概要
群馬県利根郡みなかみ町で行われた2泊3日の夏合宿。テーマは「団結力」。
同日に放送されたその他のコーナーは「エンディングMTK」のみ。2日目のエンディングは夏合宿2010の映像を使用した特別版。

### 基礎情報
- 本放送：2010年8月30日 - 2010年8月31日（月曜 - 火曜）
- 再放送：2010年9月27日 - 2010年9月28日（月曜 - 火曜）
- 出典：[134][135][136][137]

### 出演者
- 川ちゃんチーム（イエロー）
  - 川ちゃん
  - 上原陸、野村翔、矢部昌暉、長江崚行、小川向陽、椋木ホセマルティン
  - 脇菜々香、水本凜、松岡美羽、寺田朱里エステル、白坂奈々、斎藤安里奈ダイアナ
- ゴリチーム（マゼンタ）
  - ゴリ
  - 齊藤稜駿、伊藤元太、三井理陽、 中村嘉惟人、浅野優惟、金子凜太朗
  - 當山優奈、風戸蘭七、木島杏奈、鎮西寿々歌、田代ひかり、岡田結実

### 団結力でおにぎりを食べろ!大作戦!!
てれび戦士の半数がシャワー・クライミングに挑戦。指導はマイク・ハリス。
| 川ちゃんチーム                      | ゴリチーム                          |
| ----------------------------------- | ----------------------------------- |
| 川ちゃん                            | ゴリ                                |
| 上原陸 野村翔 矢部昌暉 小川向陽     | 齊藤稜駿 伊藤元太 三井理陽 浅野優惟 |
| 寺田朱里エステル 斎藤安里奈ダイアナ | 風戸蘭七 田代ひかり                 |

クリアケースに入ったおにぎりをリュックサックに入れて運搬。ゴールしてもおにぎりが崩れていたら食べられない。ゴールまで3つの滝を協力して越えながらおにぎりをよりきれいに運んだチームの勝利。ゴールはみなかみ町でもよく知られた「鼻毛の滝」。
ゴリチーム「第1の滝まで」
川の流れは思ったより早い、水の流れが緩やかになる大きな岩のそばを歩く。チームのおにぎりを運ぶのは田代ひかり。滑らないよう浅野優惟が手を差し伸べたり、伊藤元太が積極的に声をかけて苔に足を取られないようおにぎりを守る。
「第1の滝」に到着したゴリチーム。滝の高さは3メートル。まずチーム最年長の齊藤稜駿が挑戦。後に続くてれび戦士のために足元を一歩一歩確かめながら登る。おにぎりを背負った田代ひかりのために伊藤元太と三井理陽がすすんで前に立ち、ゴリチーム全員が登りきった。「先に登った人が体で水の流れを抑えると後ろが登りやすい」とアドバイス。
川ちゃんチーム「第1の滝まで」
男子が先行して、チーム最年少の斎藤安里奈ダイアナを寺田朱里エステルが助ける作戦。おにぎりを運搬するのは矢部昌暉。少しでもおにぎりが傾きそうになると仲間に預けて難所を突破。
「第1の滝」到着。まずは運動神経抜群の野村翔がいち早く登り全身で川の流れを食い止める。水の量が減ったところを登る斎藤安里奈ダイアナ、上原陸が後ろからカバー。川ちゃんチーム全員が突破。
ゴリチーム「第2の滝」
おにぎりを背負ってきた田代ひかりが体力の限界になる中、高さ5メートルの「第2の滝」に挑戦。まず齊藤稜駿が滝を登る。次に齊藤稜駿が安全なルートを伝え、浅野優惟が登りきる。そして問題のおにぎりを背負った田代ひかり。水の勢いに押され伊藤元太が田代ひかりの手を引き、引っ張ろうとするが登れない。そこで、田代ひかりをみんなで押し上げ、なんとかチーム全員が登ることができた。
川ちゃんチーム「第2の滝」
野村翔が先行し、斎藤安里奈ダイアナを滝の上に引き上げる。上原陸を引き上げ、さらに小川向陽を引き上げようとしたその時、野村翔がバランスを崩し、滝の下に落ちてしまう。代わりに上原陸が水を食い止めながら小川向陽を引き上げる。最後は全員で水を食い止め、万全の態勢でおにぎりを背負った矢部昌暉を登らせ第2の滝クリア。
「最後の滝」
最後の関門は「滝くぐり」。岩に沿って滝の裏を通る。ゴリチーム、川ちゃんチームともに無事通過。
ゴール「鼻毛の滝」
おにぎりは両チームとも無傷で引き分け。

### 竹切りに挑戦
シャワー・クライミングに不参加のてれび戦士たちはみなかみの自然を知り尽くしたアウトドアガイド「群馬の達人」高柳盛芳の自宅の竹藪で「竹切り」体験。
| 川ちゃんチーム                    | ゴリチーム                            |
| --------------------------------- | ------------------------------------- |
| 長江崚行 椋木ホセマルティン       | 中村嘉惟人 金子凜太朗                 |
| 脇菜々香 水本凜 松岡美羽 白坂奈々 | 當山優奈 木島杏奈 鎮西寿々歌 岡田結実 |

てれび戦士たちは高さ10メートルもある竹を手分けして切る。白坂奈々、中村嘉惟人、椋木ホセマルティン、松岡美羽の順に挑戦。竹を切ったあとは高柳盛芳と一緒に竹を運び出す。竹を軽トラック積み終えた後、竹はどこかへ運ばれていった。

### 真夏の昆虫ゲット大作戦!!
夏合宿2日目。舞台は真夏の「水上宝台樹スキー場」。
制限時間30分。より多くの種類の昆虫を捕まえたチームの勝利。判定するのは「みなかみ町の虫博士」吉野恭史。
|          | 川ちゃんチーム                                                           | ゴリチーム                                                                                 |
| -------- | ------------------------------------------------------------------------ | ------------------------------------------------------------------------------------------ |
| リーダー | 川ちゃん                                                                 | ゴリ                                                                                       |
| 第1班    | 脇菜々香 松岡美羽 椋木ホセマルティン                                     | 當山優奈 金子凜太朗 岡田結実                                                               |
| 第2班    | 水本凜 長江崚行 白坂奈々                                                 | 木島杏奈 鎮西寿々歌 中村嘉惟人                                                             |
| 獲得昆虫 | バッタ モンシロチョウ モンキチョウ コオロギ キリギリス トンボ カメムシ 0 | バッタ モンシロチョウ モンキチョウ コオロギ キリギリス ヤブキリ カヤキリ トンボ カブトムシ |
| 種類数   | 7種類                                                                    | 9種類                                                                                      |

「真夏の昆虫ゲット大作戦!!」勝利したのはゴリチーム。

### 手作りいかだレース大作戦!!
奈良俣ダムにできた人口の湖「ならまた湖」で手作りいかだレース。
いかだ作り
指導はアウトドアガイドの高柳盛芳と金子崇。「竹」「ひも」「チューブ」を使っていかだを作る。1日目に切り出した竹を使用する。
- 川ちゃんチーム「なんくるないさぁ号」
作戦とデザイン：速さを重視=長方形のいかだ
速さを重視するため先端を尖らせた。
- ゴリチーム「竹丸」
作戦とデザイン：安定を重視=正方形のいかだ
全長は「なんくるないさぁ号」の半分だが、横幅を広げバランスを重視した。

※「いかだ作り」の途中で放送1日目終了。放送2日目にまたがる。
手作りいかだレース in ならまた湖
6人ずついかだに乗る。先に2勝したチームの勝利。
- 1回戦

| 川ちゃんチーム                     | ゴリチーム                   |
| ---------------------------------- | ---------------------------- |
| 野村翔 矢部昌暉 椋木ホセマルティン | 伊藤元太 三井理陽 浅野優惟   |
| 水本凜 松岡美羽 寺田朱里エステル   | 木島杏奈 田代ひかり 岡田結実 |
| 敗北                               | 勝利                         |
スタートから出遅れたゴリチームだが、その後巻き返して逆転勝利。
- 2回戦

「俺たちも乗せてくれ」とガレッジセールも参戦。
| 川ちゃんチーム                       | ゴリチーム                     |
| ------------------------------------ | ------------------------------ |
| 川ちゃん                             | ゴリ                           |
| 上原陸 長江崚行 小川向陽             | 齊藤稜駿 中村嘉惟人 金子凜太朗 |
| 脇菜々香 白坂奈々 斎藤安里奈ダイアナ | 當山優奈 風戸蘭七 鎮西寿々歌   |
| 敗北                                 | 勝利                           |
チーム全員が息を合わせてオールを漕いだゴリチーム。対して川ちゃんチームはちょっと揃わない。いかだの安定性の差が漕ぎやすさに影響したかゴリチームの勝利。
「手作りいかだレース in ならまた湖」2-0でゴリチームの優勝。

### みんなで作ろう!天てれ特製カレーライス大作戦!!
夏合宿最終日。3チームに分かれてランチを作る。
| 釣りチーム                                                            | 畑チーム                                                      |
| --------------------------------------------------------------------- | ------------------------------------------------------------- |
| 川ちゃん 上原陸 矢部昌暉 小川向陽 椋木ホセマルティン 水本凜 白坂奈々  | ゴリ 齊藤稜駿 三井理陽 浅野優惟 風戸蘭七 木島杏奈 岡田結実    |
| 飯ごうチーム                                                          |                                                               |
| 野村翔 長江崚行 脇菜々香 松岡美羽 寺田朱里エステル 斎藤安里奈ダイアナ | 伊藤元太 中村嘉惟人 金子凜太朗 當山優奈 鎮西寿々歌 田代ひかり |

川ちゃんPresents 渓流イワナ釣り
夏合宿最終日の朝5時。湯檜曽川の渓流でイワナ釣り。
指導するのは高柳盛芳。てれび戦士たちは怖がったり、気持ち悪がったりしながら餌となるガの幼虫ブドウ虫をつける。
最初に反応があったのは椋木ホセマルティン、結果はおもりが川底の石に引っかかっただけ。続いて矢部昌暉に反応も結果は石。
どのてれび戦士にもヒットがないまま1時間半が経過。川ちゃんはしびれを切らせ一人上流へ向かう。その時カメラを呼ぶ声が。
上原陸が初挑戦で体長15cmのイワナを釣り上げた。釣れたイワナはこの1匹のみ。
飯ごうチーム
指導は施設の料理長、杉木直光とオーナーの松本亨太。教わったのはご飯の出来を左右する水の分量。
畑チーム
農家の高田保の畑でジャガイモの中でもカレーライスにぴったりな品種「メークイン」を収穫。収穫方法は地上茎をひっぱる。三井理陽と木島杏奈が挑戦してきれいに大量に採れる。続いてエース齊藤稜駿が挑戦するもズッコケてしまい採れたのは1個だけ。
- じゃがいもキロ数ピッタンコ収穫ゲーム
てれび戦士6人で協力してジャガイモ5キロ分をはかりを見ずに乗せる。判定はゴリ。ジャガイモは1個平均60g。達成したら高田保からプレゼントがもらえる。
結果は5.1kgでクリア。プレゼントはとうもろこし。

カレーライス作り
3チーム全員がホテルサンバードの飯盒炊さん広場に集合。
飯ごうチームはご飯を炊くため薪に「火起こし」。火がよく回るようにするため前後左右の高さを合わせながら交互に薪を組み上げる。煙が目に染みる鎮西寿々歌。松岡美羽と寺田朱里エステルは薪を「丼」の文字に似せて組み上げ遊ぶ。±
畑チームと釣りチームはカレー作り。齊藤稜駿が自慢の包丁さばきでジャガイモを乱切り。ゴリはジャガイモをハート型にすると浅野優惟もハート型を制作。タマネギ切りではお決まりの涙。上原陸はゲットしたイワナを塩焼きに、一人じっくりとイワナを焼き上げる。いよいよカレーのルー作り、具材を炒め、懸命に煙と戦う木島杏奈。水本凜は黙々とかまどに向き合う。
火起こしから30分経過。飯盒から水が噴き出てご飯の炊きあがりが近くなってきた。ご飯の出来具合は水っぽくて柔らかいのと硬いのが存在。カレーのルー、イワナの塩焼きも無事に完成。
専用の道具でご飯をダム型に盛り付け「みなかみダムカレー」の完成。カレーのルーは「ならまた湖」、ご飯は「奈良俣ダム」、福神漬は「流れる水」を表現。
天てれ特製みなかみ団結ランチ
「みなかみダムカレー」「イワナの塩焼き」「焼きとうもろこし」
ゴリが作ったハート型のジャガイモは木島杏奈に。上原陸は自分で釣って焼いたイワナの塩焼きを実食。その後、1匹しかないイワナの塩焼きをみんなで回し食い。

### オフショット
- ダイアナ 変顔3連発!（撮影：蘭七）
- 男子の部屋（撮影：稜駿）
- 蘭七 変顔3連発!（撮影：朱里）
- 稜駿の格言!?（撮影：陸）
「夢は逃げない、逃げているのはいつもお前だ」
- 夜は花火大会!

### スタッフ
- ナレーション：江原正士
- ディレクター：神原一光
- 制作統括：山田淳

## ホセ王国の不思議な弓矢〜くしゃみ姫を救え!〜
番組名
天才てれびくんMAXスペシャル in NHKホール 2010 ホセ王国の不思議な弓矢〜くしゃみ姫を救え!〜
放送日時
2010年9月20日 月曜09:00 - 10:00 敬老の日
収録会場
2010年7月31日 東京都渋谷区 NHKホール 2回公演
入場者：5196人（2回合計）
出演者
- てれび戦士
  - 齊藤稜駿
  - 當山優奈
  - 野村翔
  - 矢部昌暉
  - 木島杏奈
  - 松岡美羽
  - 長江崚行
  - 寺田朱里エステル
- 森の住民
  - リーン（水本凜）
  - ラーナ（風戸蘭七）
  - ナーナ（白坂奈々）
  - ダーナ（斎藤安里奈ダイアナ）
  - リーク（上原陸）
  - ゲータ（伊藤元太）
  - リーヨ（三井理陽）
  - カーイ（中村嘉惟人）
- ホセ王国
  - ジュジュ姫（鎮西寿々歌）
  - キング・ホセ（椋木ホセマルティン）
  - クイーン・ホセ（田代ひかり）
  - イルザ（脇菜々香）
  - アジャ（小川向陽）
  - イジャ（金子凜太朗）
  - ウジャ（長友光弘）
- 妖精
  - ブーイ（岡田結実）
  - ユーイ（浅野優惟）
- その他
  - 木下優樹菜
  - Dream5
  - HI's★cream

歌
1. 「セカイカラー☆LOVE!」てれび戦士2010
2. 「僕らのナツ!!」Dream5
3. 「Kick the EARTH」長江崚行、野村翔、矢部昌暉
4. 「絶対 Catch A Dream」HI's★cream
5. 「SWEET♥ROSES」風戸蘭七、水本凜、斎藤安里奈ダイアナ、白坂奈々
6. 「アオゾラララ」齊藤稜駿、當山優奈、伊藤元太、水本凜、鎮西寿々歌、田代ひかり

スタッフ
- 脚本：アサダアツシ
- 振り付け：振付稼業air:man、N@OKI、JUNJI
- サーカス指導：サブリミット
- 美術：山本亨二
- CG制作：小室泰樹
- 技術：西川和宏
- 撮影：森信行
- 照明：古川孝太
- 音声：石川潤
- 音響効果：塚田大
- 編集：鵜飼美佳
- 演出：塚原一秀
- 制作統括：山田淳

書籍
- 天才てれびくんMAX てれび戦士フォトブック in 夏イベ2010（2010年10月12日、学研パブリッシング）ISBN 9784056061208

映像ソフト
- NHK DVD 天才てれびくんMAX スペシャル 夏イベ2010 in NHKホール ホセ王国の不思議な弓矢〜くしゃみ姫を救え!〜（2010年11月17日、日本コロムビア）JAN 4988001412601

出典